# 30. Juni
Der 30. Juni ist der 181. Tag des gregorianischen Kalenders (der 182. in Schaltjahren), somit bleiben 184 Tage bis zum Jahresende. Am 30. Juni wird bei Bedarf eine Schaltsekunde eingefügt.

## Ereignisse

### Politik und Weltgeschehen
- 1422: Auf dem Rückzug von der Stadt Bellinzona, die es zuvor vergeblich belagert hat, wird das Aufgebot der Alten Eidgenossenschaft von zahlenmäßig weit überlegenen Truppen des Herzogtums Mailand in der Schlacht bei Arbedo besiegt.

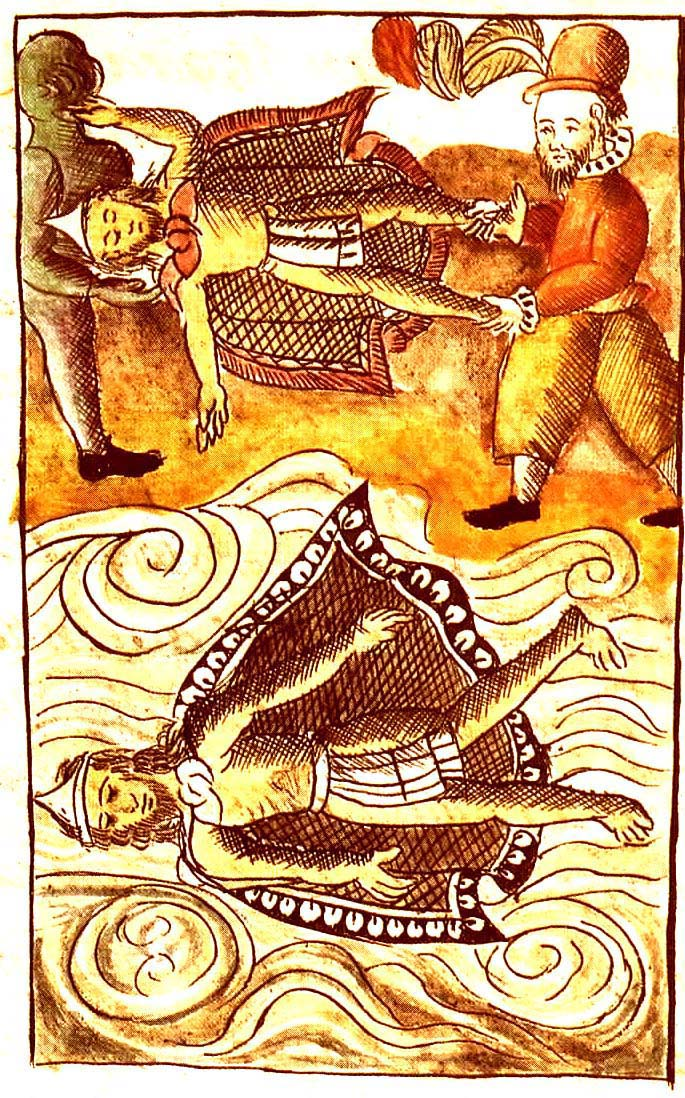
1520: Die Ermordung Moctezumas

- 1520: Der in Gefangenschaft der Spanier befindliche aztekische Herrscher Moctezuma II. wird durch den Steinwurf eines Azteken tödlich getroffen. Aufruhr zwingt die Spanier unter Hernán Cortés in der darauffolgenden Nacht, der sogenannten Noche Triste, Tenochtitlan unter schweren Opfern zu verlassen.
- 1651: Die Schlacht bei Berestetschko endet mit einem Sieg der polnisch-litauischen Armee. Die Rebellionen im östlichen Landesteil Polen-Litauens erlahmen in der Folge, und der Chmelnyzkyj-Aufstand wird vorübergehend beendet.
- 1764: Die Bestie des Gévaudan tötet ihr erstes bekanntes Opfer. In den folgenden drei Jahren lassen etwa 100 Franzosen, vorwiegend Frauen und Kinder, bei dieser Angriffsserie ihr Leben.
- 1805: In den Vereinigten Staaten tritt das Gesetz zur Schaffung des Michigan-Territoriums in Kraft.

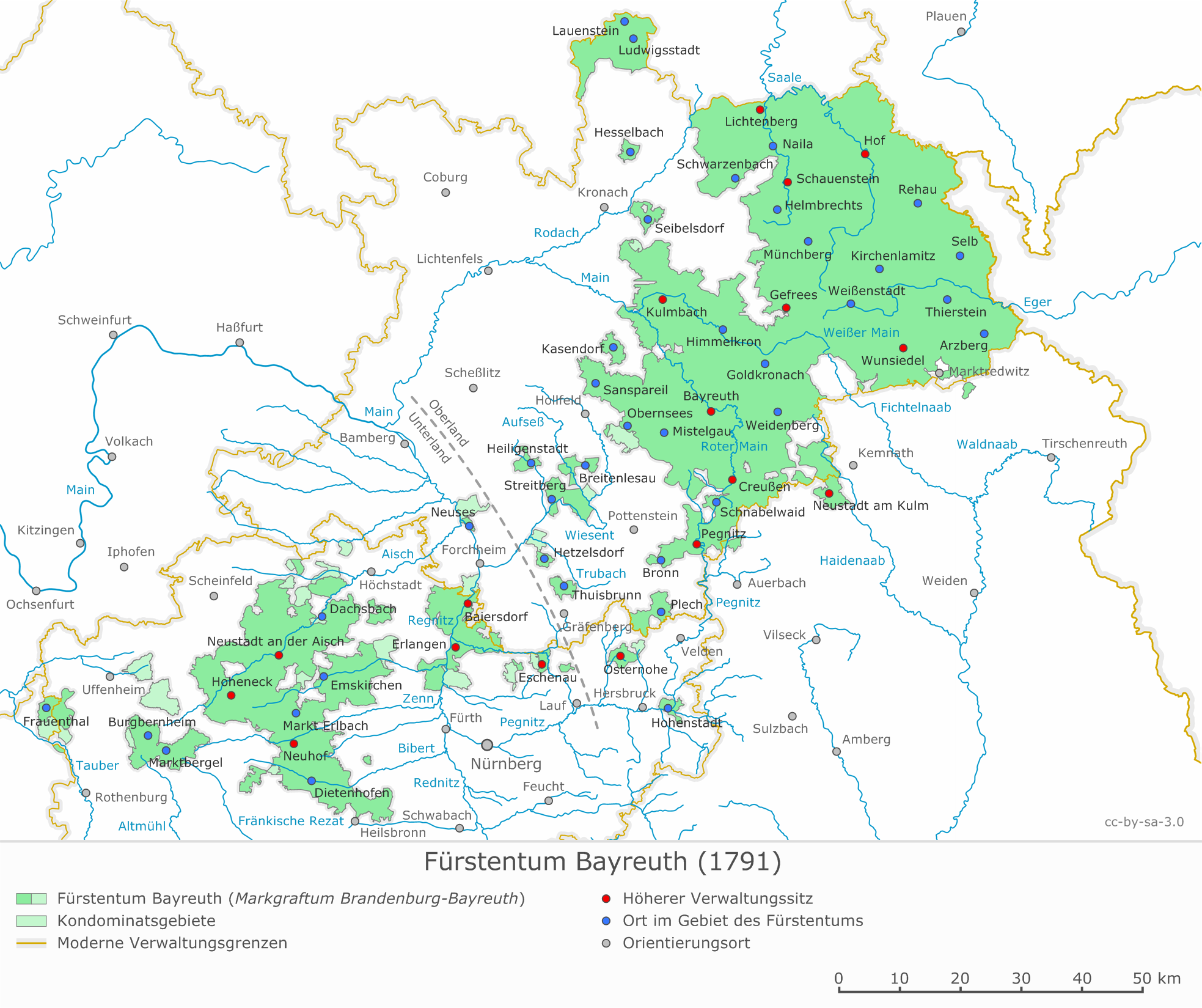
1810: Territorium des Fürstentums Bayreuth

- 1810: Frankreich übergibt das besetzte Fürstentum Bayreuth für den Preis von 15 Millionen Franc an das Königreich Bayern.
- 1864: US-Präsident Abraham Lincoln unterzeichnet den Yosemite Grant, mit dem das Yosemite Valley in Form eines Parks an Kalifornien abgetreten wird.
- 1879: Der vom osmanischen Sultan wegen Verschwendung abgesetzte Khedive Ismail Pascha verlässt Kairo.
- 1913: Der deutsche Reichstag verabschiedet eine Wehrvorlage, die eine stufenweise Aufstockung des Heeres vorsieht.
- 1930: Der dritte anglo-irakische Vertrag ebnet den Weg zur Unabhängigkeit des Irak, sichert Großbritannien aber weiterhin militärische Präsenz und Zugriff auf das Erdöl des Landes zu.
- 1930: Die alliierte Rheinlandbesetzung endet fünf Jahre früher als ursprünglich beabsichtigt. Mit dem Truppenabzug folgen die Siegermächte des Ersten Weltkriegs Vereinbarungen im Umfeld des Young-Plans.
- 1934: Die Nacht der langen Messer beginnt, in der die gesamte Stabsführung der SA von den Nationalsozialisten zur Verhinderung eines angeblichen Putsches ermordet wird. In der von Adolf Hitler befohlenen Aktion finden weitere missliebige Personen den Tod, was hinterher gesetzlich als „Staatsnotwehr“ bemäntelt wird.

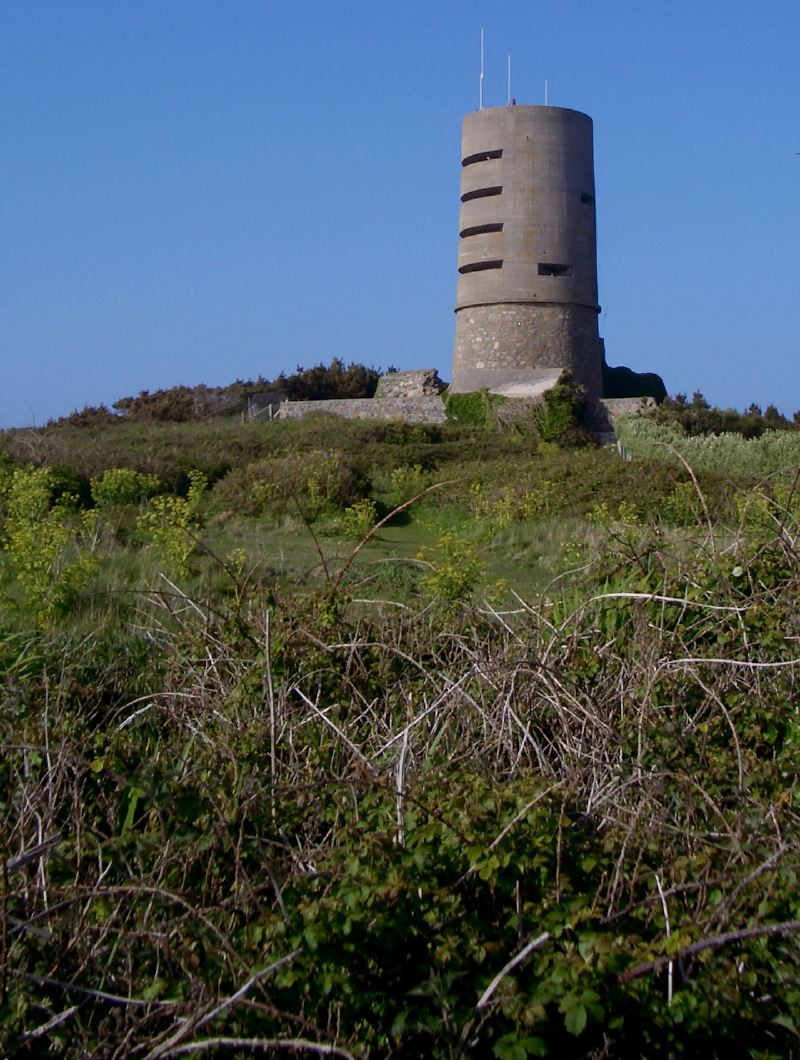
1940: Deutsche Küstenbefestigung auf Guernsey

- 1940: Mit der Besetzung der Kanalinseln können deutsche Truppen im Zweiten Weltkrieg den einzigen Kronbesitz einnehmen.
- 1942: Im Deutschen Reich wird der Unterricht für jüdische Schüler verboten.
- 1945: Die Schlacht um Okinawa im Zweiten Weltkrieg endet mit der Einnahme der japanischen Insel durch die Alliierten, doch vereinzelte Kämpfe im Gebirge gehen noch wochenlang weiter.
- 1946: Die vier Besatzungsmächte in Deutschland führen für den Interzonenverkehr den Interzonenpass ein.
- 1953: Das deutsche UNICEF-Komitee wird mit Sitz in Köln gegründet.
- 1960: Belgisch-Kongo wird als Republik Kongo unabhängig.
- 1961: Das deutsche Bundessozialhilfegesetz wird verabschiedet, das bis zum 31. Dezember 2004 Art und Umfang der Sozialhilfe für bedürftige Einwohner der Bundesrepublik Deutschland regelt.
- 1985: Die letzten 39 Geiseln des TWA-Flugs 847 werden freigelassen. Ein Kommando einer der Hisbollah nahestehenden Organisation hatte das Flugzeug am 14. Juni entführt.
- 1989: Umar al-Baschir wird nach einem unblutigen Militärputsch Präsident der Republik Sudan.
- 1994: Auflösung des Bundesgesundheitsamtes im Zusammenhang mit Problemen mit HIV-kontaminierten Blutprodukten.
- 1997: Mit dem Ablauf der vereinbarten Pachtzeit von 99 Jahren endet die britische Kolonialherrschaft über die New Territories in Hongkong. Entsprechend der zuvor vereinbarten chinesisch-britischen gemeinsamen Erklärung zu Hongkong übergibt das Vereinigte Königreich die Hoheit über das gesamte Gebiet Hongkongs an die Volksrepublik China.
- 2000: Japanische Archäologen entdecken nahe Gizeh, Ägypten, drei Pharaonengräber.
- 2005: In Spanien wird als drittem Land nach den Niederlanden und Belgien die gleichgeschlechtliche Ehe gesetzlich ermöglicht.
- 2006: Der Deutsche Bundestag beschließt mit der Föderalismusreform die größte Verfassungsänderung seit 1949.
- 2010: In Berlin wählt die 14. Bundesversammlung den früheren niedersächsischen Ministerpräsidenten Christian Wulff im dritten Wahlgang zum zehnten deutschen Bundespräsidenten.
- 2012: Ólafur Ragnar Grímsson wird als Präsident Islands wiedergewählt.
- 2017: Der Deutsche Bundestag beschließt mit deutlicher Mehrheit die Einführung der Gleichgeschlechtlichen Ehe.

### Wirtschaft
- 1848: In Berlin erscheint die reguläre „Nummer 1“ der Neuen Preußischen Zeitung (Kreuzzeitung), die 91 Jahre lang an der Nahtstelle zwischen Politik und Publizistik steht.

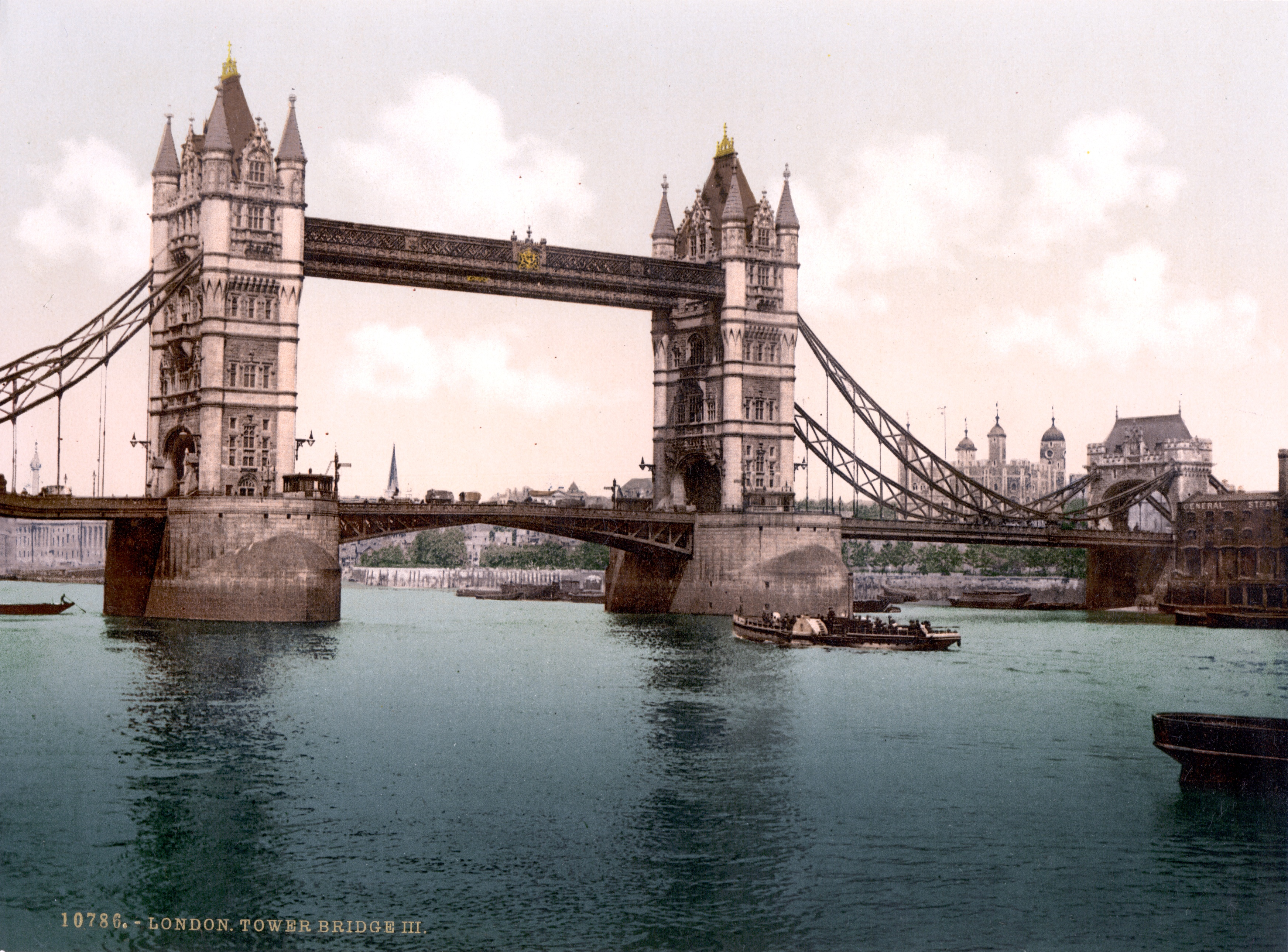
1894: Tower Bridge

- 1894: In London wird die Tower Bridge für den Verkehr freigegeben. Die im neugotischen Stil erbaute Klappbrücke ist die östlichste Brücke über die Themse in der britischen Hauptstadt.
- 1937: Die Banque de France verlässt den Goldstandard.
- 1973: In London wird die Internationale Kakao-Organisation (International Cocoa Organisation) gegründet.
- 1982: Die Grube Haverlahwiese, einst die größte Eisenerzgrube in Deutschland und eines der förderstärksten Bergwerke in Europa, stellt als letztes Bergwerk im Raum Salzgitter/Peine die Förderung ein.
- 1990: Die Mark der DDR verliert ihre Gültigkeit.

### Wissenschaft und Technik
- 1905: Albert Einsteins Arbeit Zur Elektrodynamik bewegter Körper geht bei der Redaktion der Annalen der Physik ein. Sie begründet die Spezielle Relativitätstheorie. Es ist Einsteins dritte und wichtigste Arbeit im sogenannten „Annus mirabilis“ der Physik.

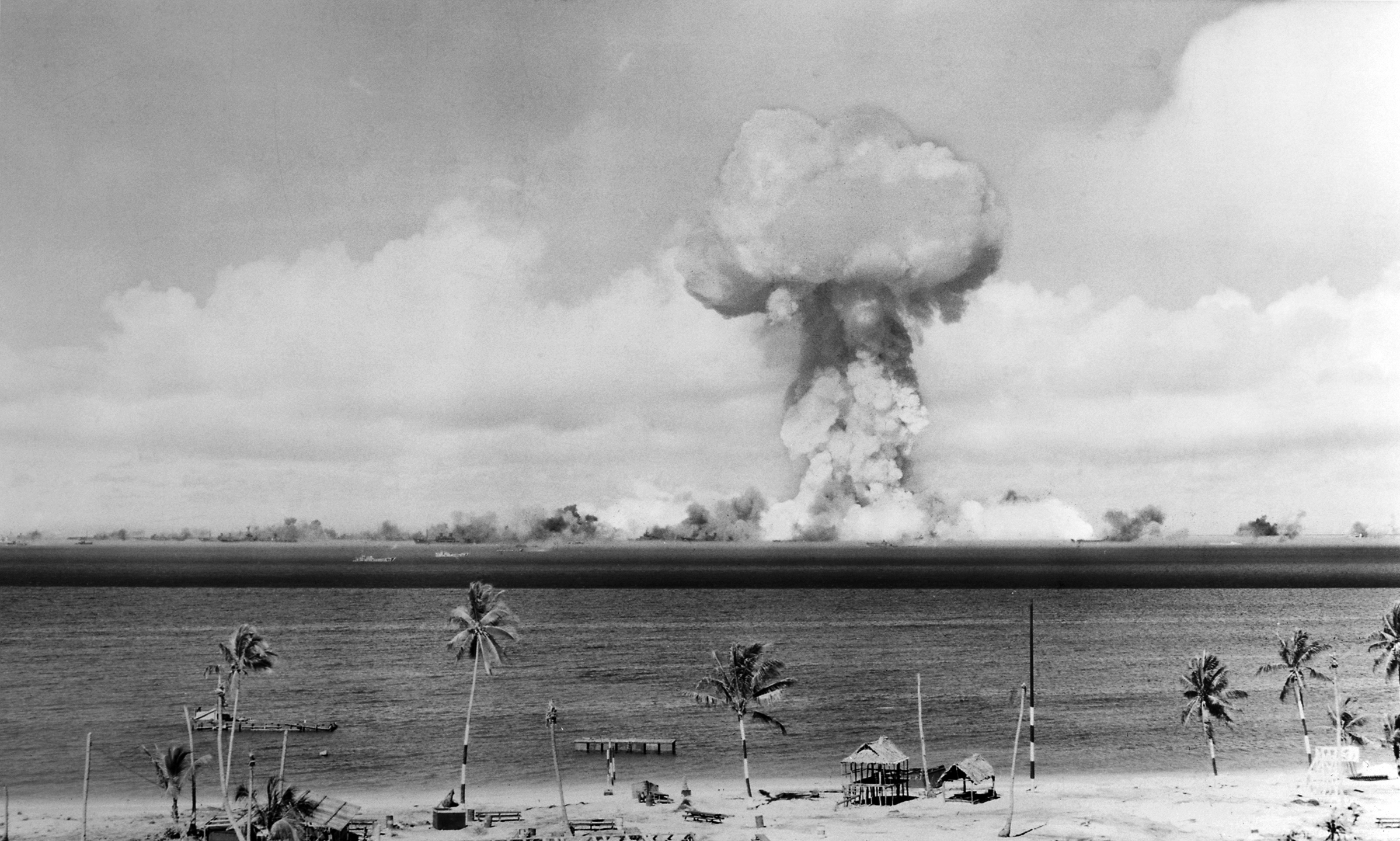
1946: Explosionspilz des Able-Tests einige Sekunden nach der Explosion

- 1946: Die USA starten die Operation Crossroads, eine Reihe von Kernwaffentests auf dem Bikini-Atoll; die Testreihen laufen bis 1958.
- 1972: Erstmals wird eine Schaltsekunde ans Tagesende angefügt, um die offizielle Zeit mit der mittleren Sonnenzeit zu synchronisieren.
- 2003: Im Planetensystem HD 216770 entdecken Michel Mayor und seine Mitarbeiter den Exoplaneten HD 216770 mit Hilfe der Radialgeschwindigkeitsmethode.
- 2006: Der letzte der 10 Kraftwerksblöcke des Kraftwerks Taichung geht in Betrieb. Das Kraftwerk bleibt über mehr als 10 Jahre das leistungsstärkste Kohlekraftwerk der Welt und das mit dem weltweit höchsten CO2-Ausstoß.

### Kultur
- 1377: Die Grundsteinlegung des Ulmer Münsters findet durch den Bürgermeister Ludwig Krafft und unter dem Baumeister Heinrich II. Parler statt.
- 1498: Maximilian I. gründet die Wiener Sängerknaben als Teil seiner musikalischen Hofkapelle.
- 1643: Jean-Baptiste Poquelin, der sich bald darauf Molière nennt, gründet vertraglich mit neun weiteren Personen die Schauspielertruppe L’Illustre Théâtre.
- 1827: Zarafa, die erste Giraffe der neueren Zeit in Europa, erreicht Paris.
- 1865: Die Operette Die schöne Galathée von Franz von Suppè auf das Libretto von Leonhard Kohl von Kohlenegg hat ihre Uraufführung am Meysels Theater in Berlin. Der Auftrag zu dem Stück stammt vom Wiener Impresario Karl Treumann, der Text ist eine Bearbeitung von Victor Massés Opéra-comique Galathée aus dem Jahr 1852.

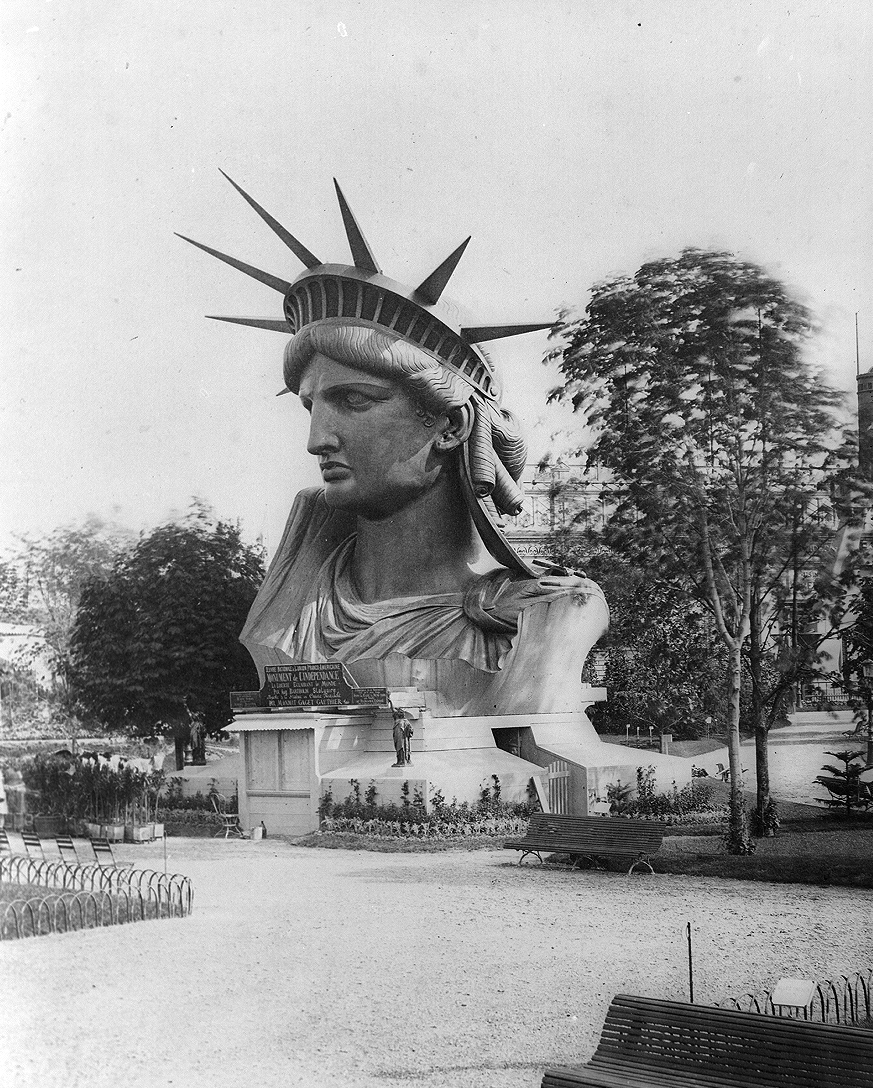
1878: Kopf der Freiheitsstatue

- 1878: Bei der Pariser Weltausstellung, die Exposition Universelle auf dem Champ de Mars, ist der soeben fertiggestellte Kopf der Freiheitsstatue zu besichtigen.

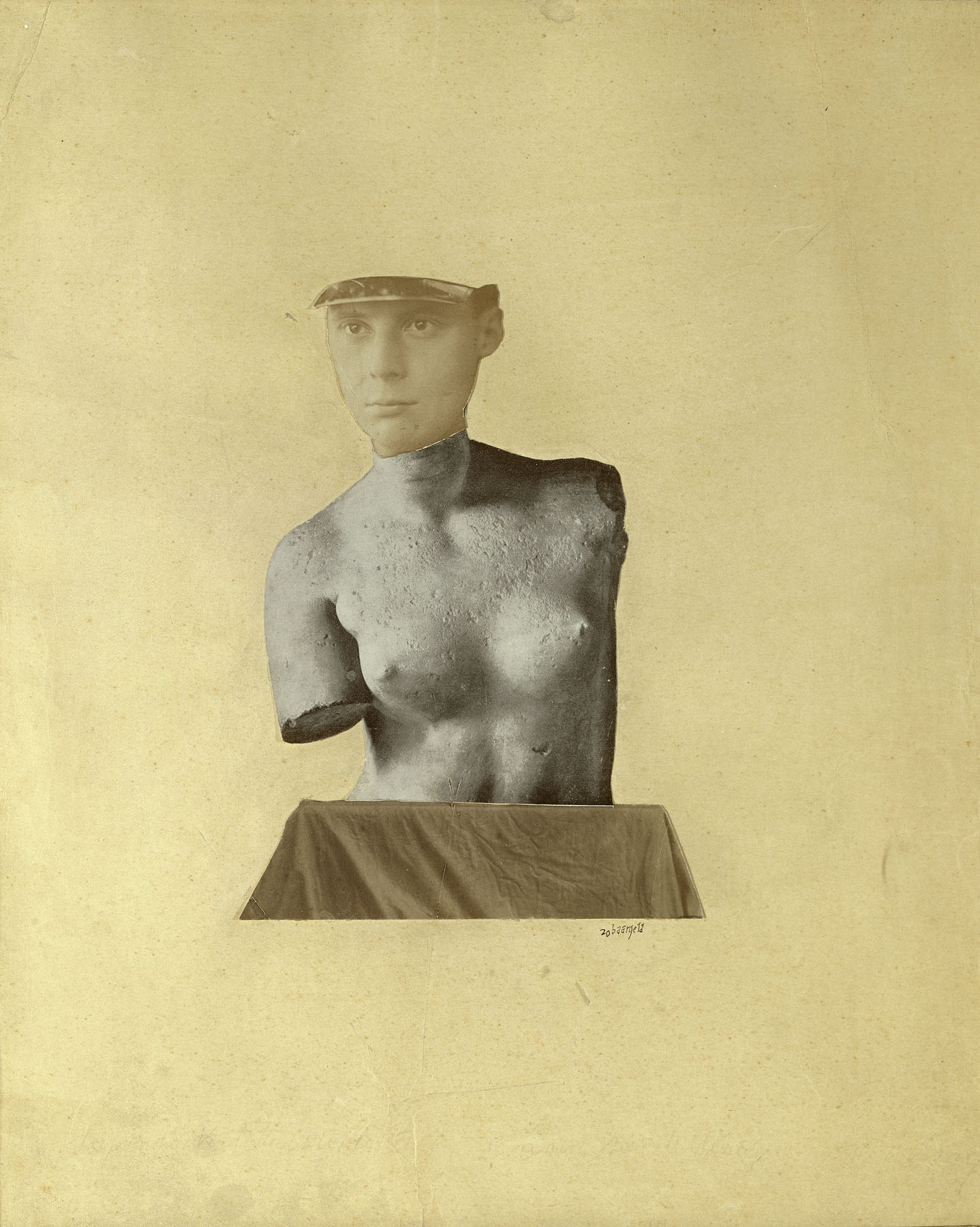
1920: Skulptur von Johannes Theodor Baargeld

- 1920: In Berlin wird in der Galerie Dr. Otto Burchard die Erste Internationale Dada-Messe eröffnet. Sie dauert bis zum 25. August.
- 1923: In Kassel wird das weltweit erste Tapetenmuseum eröffnet.
- 1936: Margaret Mitchells Roman Vom Winde verweht (Gone With the Wind) erscheint.
- 1956: Das Scala Wien hat seine letzte Vorstellung. Das von Karl Paryla und Wolfgang Heinz geleitete Theater muss nach einer Medienkampagne geführt von Friedrich Torberg und Hans Weigel seine Pforten schließen, weil es sich als einziges Wiener Theater nicht am Wiener Brecht-Boykott beteiligt hat.
- 1981: Die ARD beginnt mit der Ausstrahlung der Fernsehserie Dallas.

### Religion
- 1652: Die Reliquien des Donatus werden von Euskirchen nach Münstereifel überführt.
- 1741: In der Enzyklika Quanta Cura spricht Papst Benedikt XIV. Missstände beim Verlangen von Entgelt für Messen an und verlangt eine ordnungsgemäße Praxis von den Geistlichen.
- 1832: Die Erstausgabe der katholischen Schweizerischen Kirchenzeitung erscheint in Luzern.

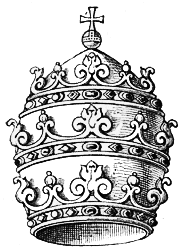
1963: Tiara

- 1963: Paul VI. wird als bislang letzter Papst mit der Tiara traditionell gekrönt.

### Katastrophen
- 1900: Ein Großbrand im Hafen von Hoboken (New Jersey) wirkt sich auf vier deutsche Linienschiffe aus. Auf dem hölzernen Pier lagernde Baumwollballen entzünden sich. Allein auf den Schiffen des Norddeutschen Lloyd sterben 147 Menschen, insgesamt werden 326 Tote gezählt.

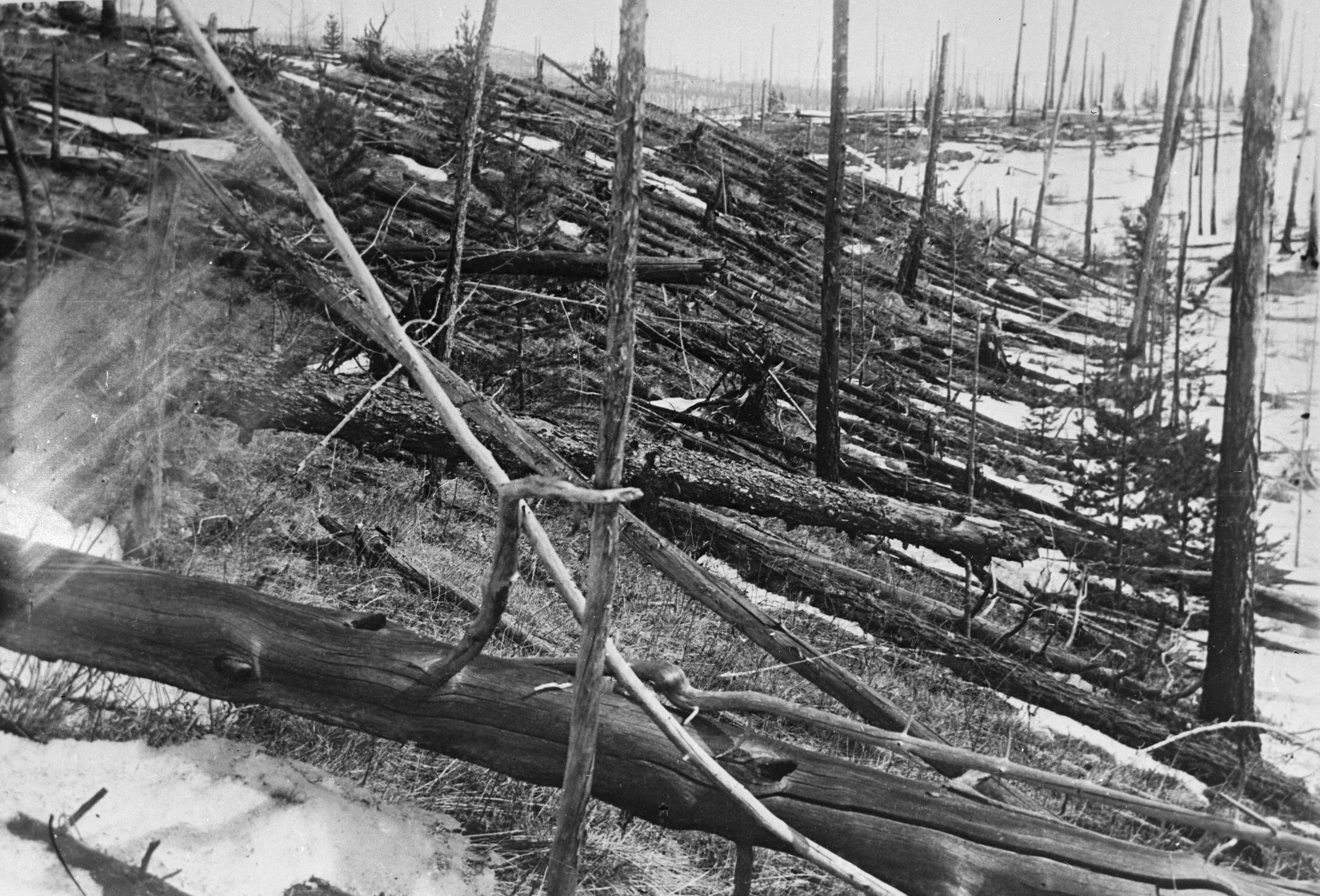
1908: Waldschäden durch Tunguska-Ereignis

- 1908: In Sibirien geschieht das Tunguska-Ereignis, eine bis heute nicht völlig geklärte Explosion, deren Stärke heute auf das mehr als tausendfache der Hiroshima-Bombe geschätzt wird. Die Explosion ist vermutlich auf einen Meteoriteneinschlag zurückzuführen.
- 1956: Bei der Flugzeugkollision über dem Grand Canyon stoßen im nicht überwachtem Luftraum eine Super Constellation und eine DC-7 zusammen. Alle 128 Insassen in beiden Flugzeugen sterben.
- 2000: Beim Untergang der indonesischen Fähre Cahaya Bahara vor Sulawesi sterben über 500 Menschen.
- 2009: Yemenia-Flug 626 stürzt auf dem Weg von Sanaa im Jemen nach Moroni (Komoren) beim Landeanflug auf die Hauptinsel Grande Comore in den Indischen Ozean. An Bord befinden sich 153 Menschen, ein Mädchen kann gerettet werden.

Kleinere Unglücksfälle sind in den Unterartikeln von Katastrophe und in der Liste von Katastrophen aufgeführt.

### Sport
- 1559: Der französische König Heinrich II. wird bei einer in Paris organisierten Ritterturnier-Veranstaltung – bei einer Tjost – anlässlich zur Feier des Friedensvertrags mit Habsburg (Frieden von Cateau-Cambrésis) sehr schwer verletzt. Es markiert den Anfang vom Ende des Rittersports in Frankreich, denn Heinrich II. verstirbt aufgrund der schweren Verletzung am 10. Juli und die Tjost wird daraufhin in Frankreich verboten.

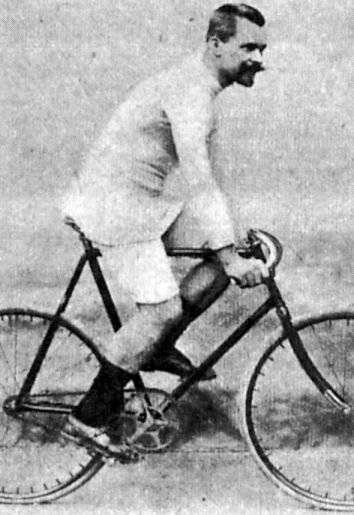
1893: Josef Fischer

- 1893: Die Distanzradfahrt Wien–Berlin endet mit einem Sieg des Bayern Josef Fischer. Dieses bedeutsamste deutsche und österreichische Radrennen vor dem Ersten Weltkrieg löst eine Hochkonjunktur bei Fahrrädern aus.
- 1975: Muhammad Ali verteidigt seinen Box-Weltmeistertitel im Schwergewicht gegen Joe Bugner im Merdeka Stadium von Kuala Lumpur durch einen Sieg nach Punkten.
- 1984: Das Internationale Sportgerichtshof nimmt seinen Geschäftsbetrieb auf.
- 1996: Im Endspiel der Fußball-Europameisterschaft in England gewinnt Deutschland gegen Tschechien durch ein Golden Goal von Oliver Bierhoff.
- 2002: Die brasilianische Fußballnationalmannschaft gewinnt mit einem 2:0-Sieg über das deutsche Team bei der Fußball-Weltmeisterschaft 2002 zum fünften Mal den Titel.
- 2006: Einen Tag vor Beginn der Tour de France werden Jan Ullrich, Óscar Sevilla, der sportliche Leiter Rudy Pevenage und Ivan Basso sowie sechs weitere Fahrer im Zuge des Dopingskandals um den Mediziner Eufemiano Fuentes vom Rennen ausgeschlossen.

Einträge von Leichtathletik-Weltrekorden befinden sich unter der jeweiligen Disziplin unter Leichtathletik.
Einträge zu Fußballweltmeisterschaftsspielen finden sich in den Unterseiten von Fußball-Weltmeisterschaft. Das Gleiche gilt für Fußball-Europameisterschaften.

## Geboren

### Vor dem 18. Jahrhundert
- 1270: Jehuda ben Ascher, deutscher Talmudist und später Rabbiner
- 1286: John de Warenne, 7. Earl of Surrey, englischer Magnat
- 1460: Cecily Bonville, 7. Baroness Harington, englische Adelige

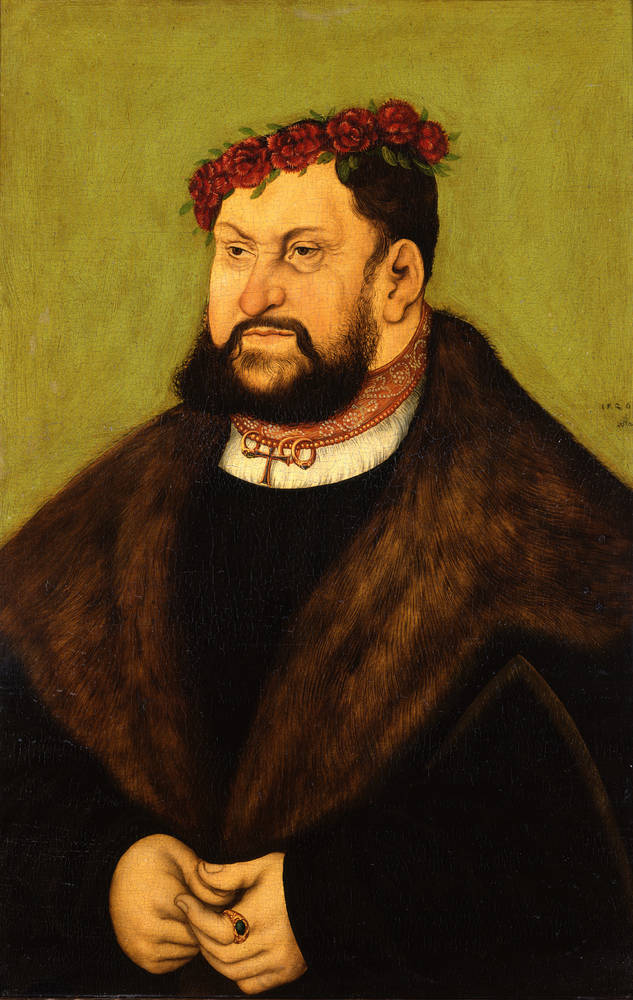
Johann der Beständige (* 1468)

- 1468: Johann der Beständige, Kurfürst von Sachsen

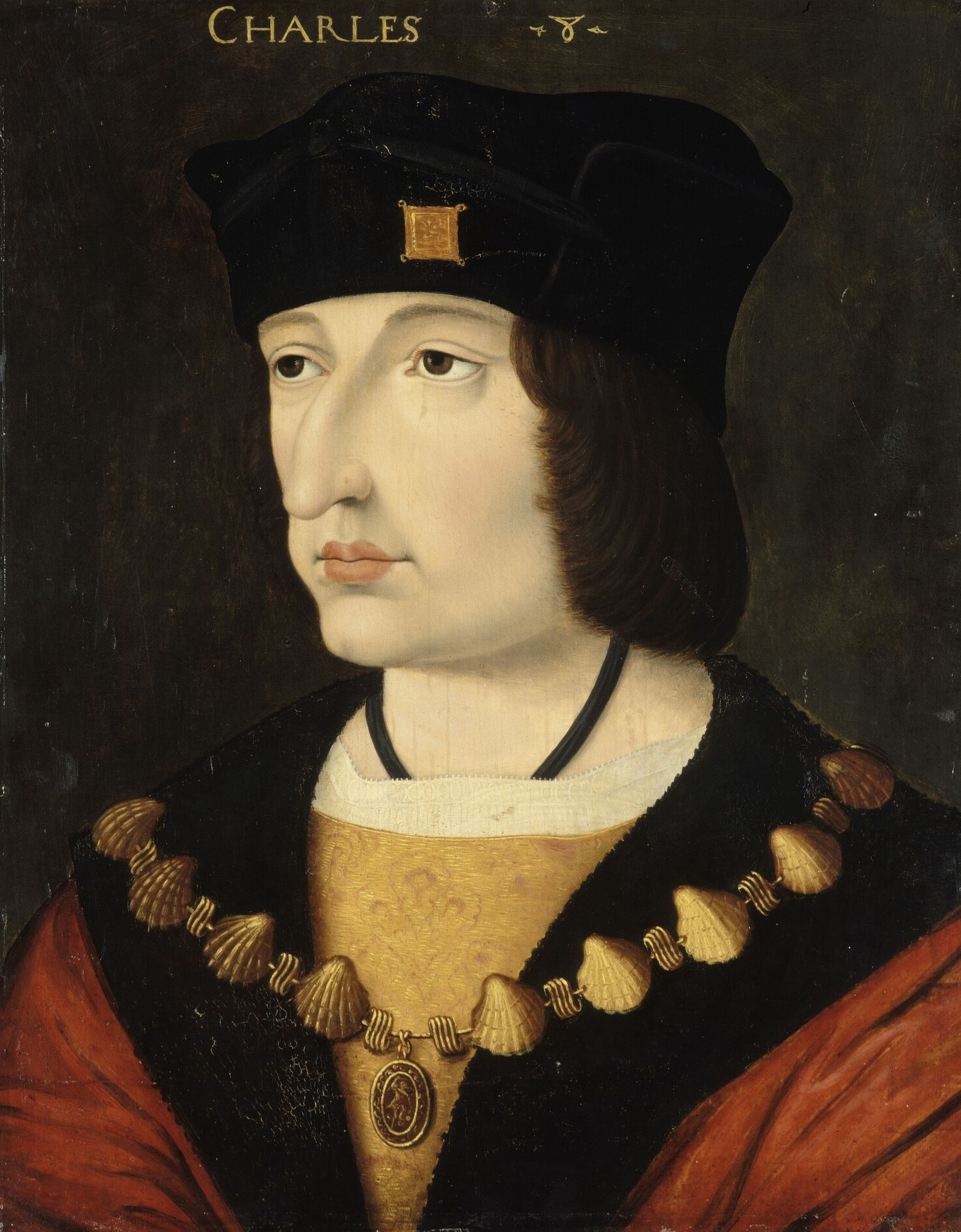
Karl VIII. von Frankreich (* 1470)

- 1470: Karl VIII., König von Frankreich
- 1488: Jost III. von Rosenberg, Adeliger aus dem Geschlecht der Rosenberger
- 1498: Wilhelm von Brandenburg-Ansbach-Kulmbach, Erzbischof von Riga
- 1503: Johann Friedrich I., Kurfürst von Sachsen
- 1517: Gerhard Ellerborn, Schöffe und Bürgermeister der Reichsstadt Aachen
- 1538: Bonaventura Vulcanius, flämischer Gelehrter, Humanist und Übersetzer

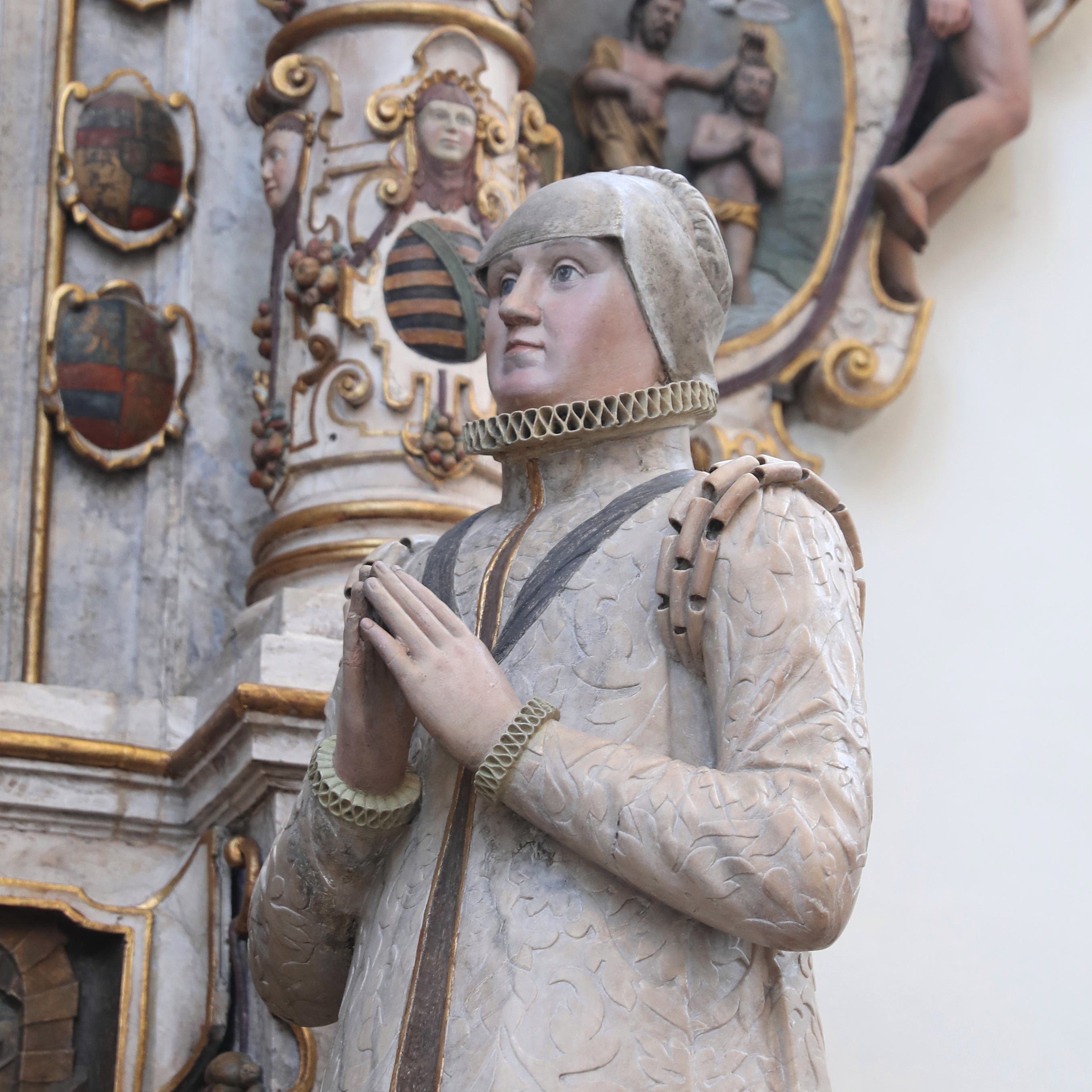
Elisabeth von der Pfalz (* 1540)

- 1540: Elisabeth von der Pfalz, Herzogin von Sachsen
- 1569: Hedwig, Prinzessin von Hessen-Kassel und Gräfin von Schaumburg
- 1604: Margarete Elisabeth von Leiningen-Westerburg, Gräfin von Leiningen und Regentin der Landgrafschaft Hessen-Homburg
- 1641: Meinhard von Schomberg, deutsch-französisch-englischer General und Heerführer
- 1647: Johann Georg III., Kurfürst von Sachsen
- 1647: Johann Diecmann, deutscher Pädagoge und lutherischer Theologe
- 1650: Wilhelmine Ernestine von Dänemark, Kurfürstin von der Pfalz
- 1653: Christine Wilhelmine von Hessen-Homburg, Herzogin von Mecklenburg
- 1678: Ferdinand Delamonce, französischer Architekt, Maler und Zeichner
- 1681: Johann Christoph Ungewitter, deutscher reformierter Theologe
- 1685: John Gay, englischer Dichter
- 1685: Dominikus Zimmermann, deutscher Stuckateur, Baumeister und Bürgermeister
- 1691: Friedrich Albrecht Augusti, deutscher Theologe und Geistlicher

### 18. Jahrhundert
- 1717: Johann Stamitz, böhmischer Violinist, Kapellmeister und Komponist
- 1720: Giovanni Cornaro, Kardinal der katholischen Kirche
- 1722: Georg Anton Benda, deutscher Komponist
- 1723: Christian Ernst Graf, deutscher Komponist
- 1724: Johann Julius Walbaum, deutscher Arzt und Naturforscher
- 1745: Joseph Freiherr von Aichen, österreichischer Diplomat und Jurist
- 1748: Jean Dominique Comte de Cassini, französischer Kartograf und Astronom
- 1749: Laurenz Janscha, österreichisch-slowenischer Maler und Radierer

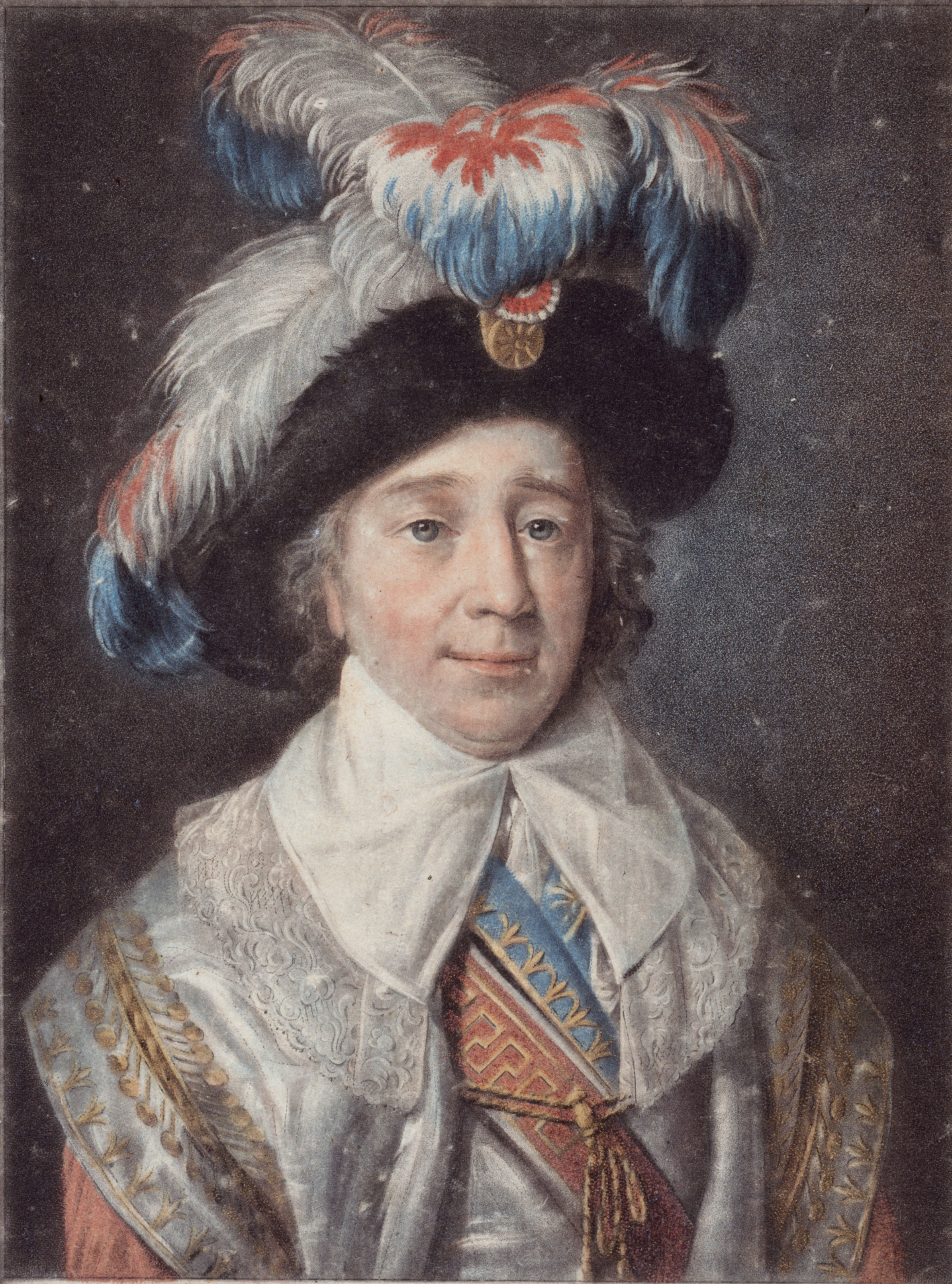
Paul de Barras (* 1755)

- 1755: Paul de Barras, französischer Politiker
- 1755: Grigore IV. Ghica, Fürst der Walachei
- 1758: James Stephen, britischer Parlamentarier
- 1760: Johann Georg Heinrich von Ammon, preußischer Beamter
- 1766: Jean de Montenach, Schweizer Politiker
- 1767: Friedrich Wilhelm Karl von Aderkas, deutscher Offizier und Professor
- 1769: Pierre Derbigny, US-amerikanischer Politiker, Gouverneur von Louisiana
- 1771: Manuel Fernandes Tomás, portugiesischer Jurist und Staatsmann
- 1772: Mark Langdon Hill, US-amerikanischer Politiker
- 1775: Carl Meisl, österreichischer Beamter und Dramatiker
- 1779: Adam Müller von Nitterdorf, deutscher Philosoph und Staatstheoretiker
- 1779: Daniel Steinmann, Schweizer Kaufmann und Politiker
- 1783: Louise Sybille von Reventlow, dänische Malerin
- 1789: Horace Vernet, französischer Militärmaler und Lithograph

### 19. Jahrhundert

#### 1801–1850
- 1801: Frédéric Bastiat, französischer Ökonom und Journalist
- 1803: Charles Kestner, französischer Unternehmer und Politiker
- 1804: Leopold von Orlich, deutscher Offizier und Schriftsteller
- 1807: Friedrich Joseph Ark, deutscher Architekt und Baubeamter
- 1807: Friedrich Theodor Vischer, deutscher protestantischer Theologe, Schriftsteller und Politiker
- 1813: Karl Heinrich Oeckinghaus, deutscher Porträtmaler
- 1814: Franz von Dingelstedt, deutscher Dichter, Journalist und Theaterintendant
- 1819: William A. Wheeler, US-amerikanischer Politiker, Vizepräsident
- 1823: Selmar Bagge, deutscher Komponist
- 1823: Hedwig Prohl, deutsche Jugendschriftstellerin
- 1824: Antonio Aguilar Correa, spanischer Politiker
- 1828: Franz Oberländer, deutscher Rittergutsbesitzer und Politiker
- 1833: Richard Brenner, deutscher Afrikaforscher
- 1833: Manuel Amador Guerrero, erster Staatspräsident von Panama
- 1833: Pauline Soltau, deutsche Geigerin und Porträtmalerin
- 1842: William Smithe, kanadischer Politiker
- 1843: Herbert Stewart, britischer Generalmajor
- 1843: Karolina Utriainen, finnische Laienpredigerin
- 1845: Italo Campanini, italienischer Operntenor

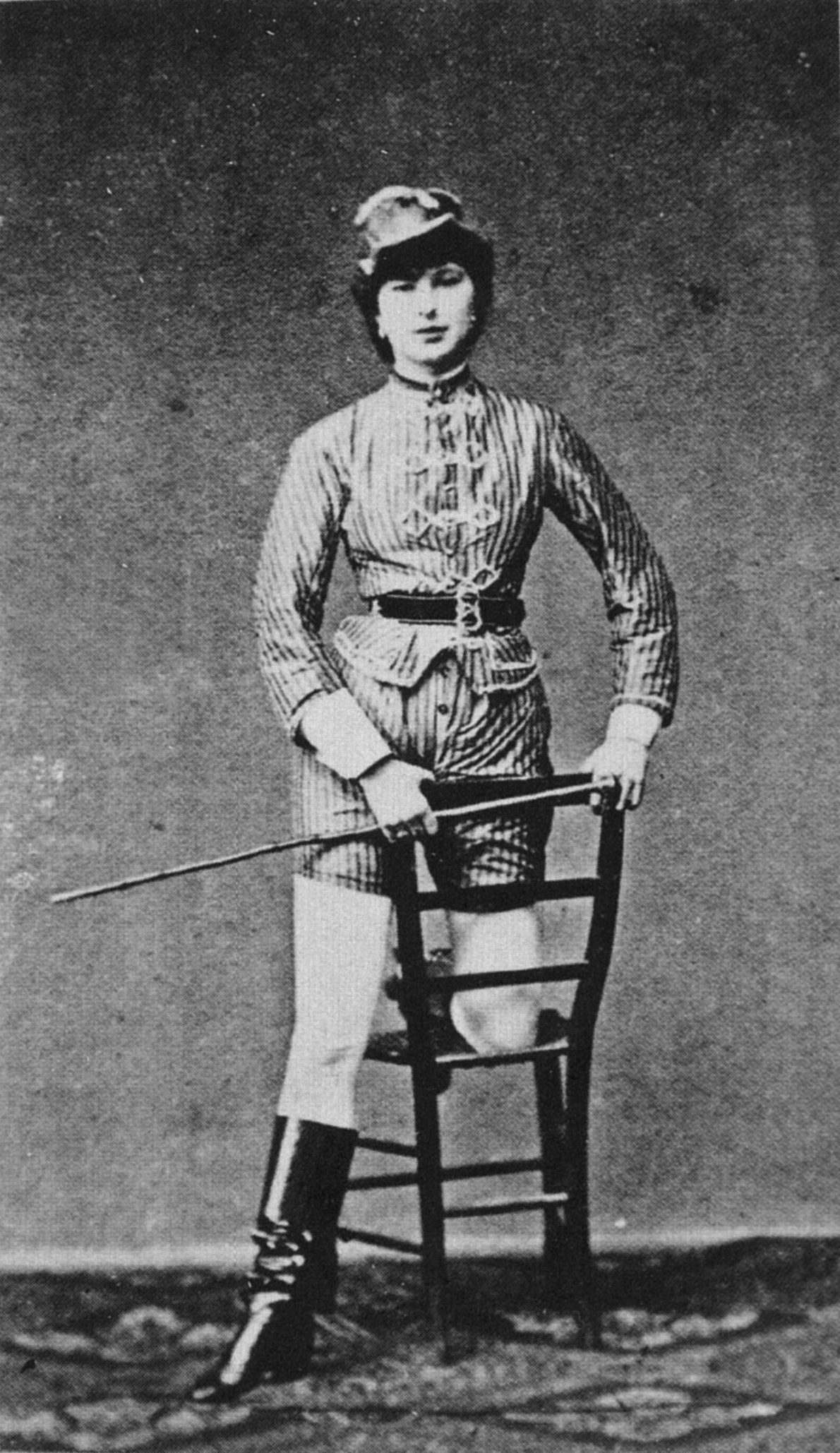
Emilie Turecek (* 1846)

- 1846: Emilie Turecek, Wiener Volkssängerin
- 1849: William Joseph Deboe, US-amerikanischer Politiker

#### 1851–1900
- 1853: Wilhelm Christ-Iselin, Schweizer Industrieller und Autor

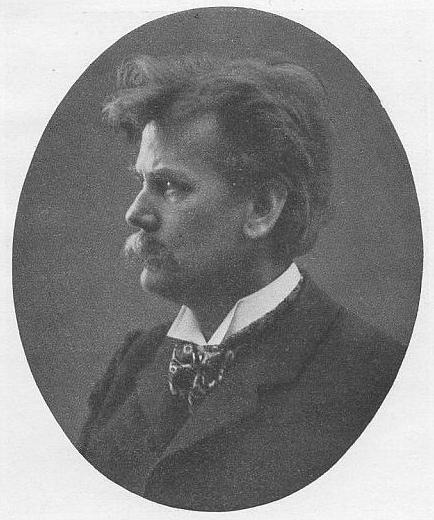
Adolf Furtwängler (* 1853)

- 1853: Adolf Furtwängler, deutscher Archäologe
- 1856: Gerrit Kalff, niederländischer Niederlandist
- 1857: Friedrich von Ingenohl, deutscher Admiral
- 1858: Robert Browne Hall, US-amerikanischer Komponist, Dirigent und Kornettist
- 1858: Julius von Waldthausen, deutscher Diplomat
- 1859: Paul Cinquevalli, deutscher Jongleur
- 1860: Gyula Andrássy der Jüngere, österreichisch-ungarischer Politiker
- 1869: Kurt Sethe, deutscher Ägyptologe
- 1872: Hugo Frederik Nierstrasz, niederländischer Zoologe
- 1873: Johannes Meisenheimer, deutscher Zoologe
- 1874: Paul Pierné, französischer Komponist
- 1876ː Elise Zachow-Vallentin, deutsche Theater- und Filmschauspielerin
- 1878: Joseph Bourgougnoux, französischer Turner
- 1879: Heinrich Ambrosius, deutscher Kaufmann und Politiker

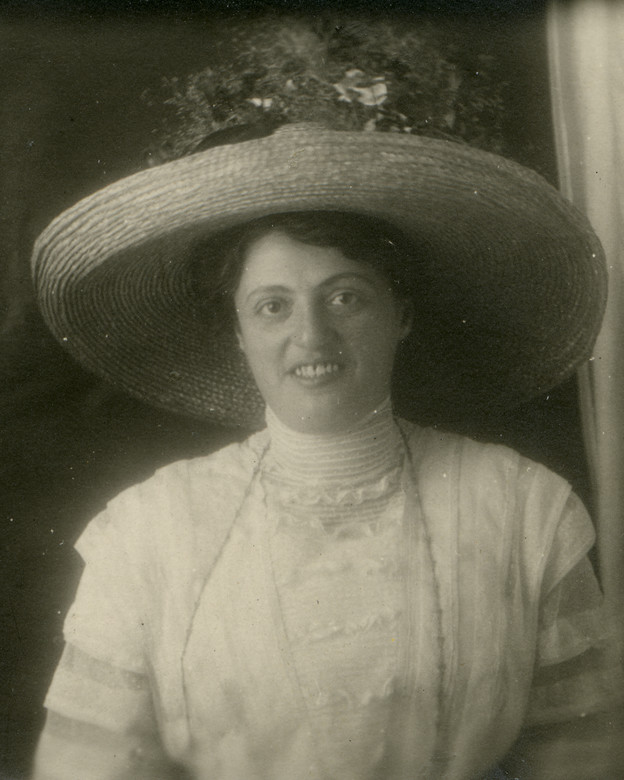
Rosa Bloch-Bollag (* 1880)

- 1880: Rosa Bloch-Bollag, Schweizer Politikerin der Arbeiterbewegung und Frauenrechtlerin
- 1880: Rabod von Kröcher, deutscher Springreiter, Olympiamedaillengewinner
- 1881: Friedrich Zucker, deutscher Altphilologe und Papyrologe
- 1882: Sven Lidman, schwedischer Schriftsteller
- 1882: Hans Mierendorff, deutscher Schauspieler
- 1884: Karl Aderhold, deutscher Politiker
- 1884: Heinrich Aschenbrandt, deutscher Offizier
- 1884: Georges Duhamel, französischer Schriftsteller
- 1884: Franz Halder, deutscher General, Chef des Generalstabs des Heeres
- 1885: Viktor Schauberger, österreichischer Förster, Forscher und Erfinder
- 1888: Rudolf Amelunxen, deutscher Politiker
- 1889: Charlotte Polak-Rosenberg, niederländische Feministin und Sozialaktivistin, Opfer der Shoah
- 1891: Béla Blum, ungarischer Ruderer
- 1892: László Lajtha, ungarischer Komponist
- 1892: Oswald Pohl, deutscher General der SS und Waffen-SS, Leiter des SS-Wirtschafts- und Verwaltungshauptamtes, Kriegsverbrecher
- 1893: Frits Eijken, niederländischer Ruderer
- 1893: Horst Wolfram Geißler, deutscher Schriftsteller
- 1893: Harold Laski, britischer Politikwissenschaftler, Ökonom, Autor und Dozent

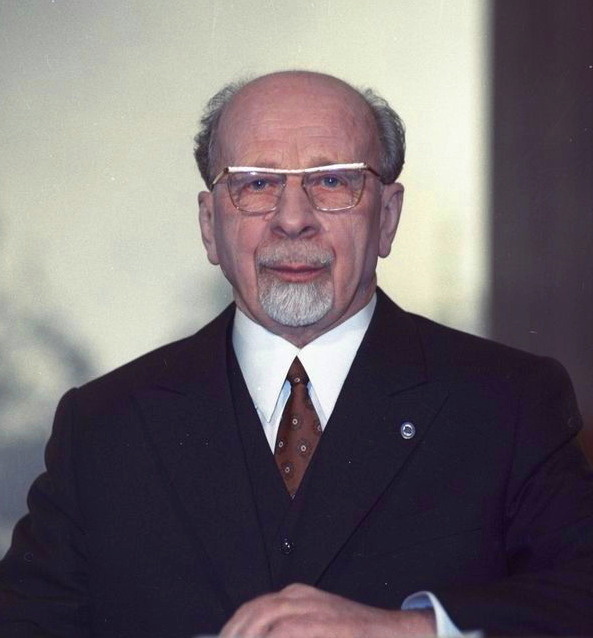
Walter Ulbricht (* 1893)

- 1893: Walter Ulbricht, deutscher Politiker, Erster Sekretär des ZK der SED, Staatsratsvorsitzender der DDR
- 1895: Juan Armet, spanischer Fußballspieler und -trainer
- 1895: Enrique Bertrix, chilenischer Maler
- 1897: Mezzi Andreossi, Schweizer Eishockeyspieler
- 1899: Jean-Marie Plum, belgischer Komponist und Organist.
- 1899: František Tomášek, Erzbischof von Prag

### 20. Jahrhundert

#### 1901–1925
- 1901: Niklot Beste, deutscher Bischof
- 1901: Rex Waite, britischer Luftwaffenoffizier
- 1903: Robert E. Hannegan, US-amerikanischer Politiker, Postminister
- 1904: Glenda Farrell, US-amerikanische Schauspielerin
- 1904: Josef Wicki, Schweizer Jesuit und Missionshistoriker
- 1906: Anthony Mann, US-amerikanischer Filmregisseur
- 1907: Erwin Bootz, deutscher Pianist
- 1907: Nicolas Hajj, libanesischer Erzbischof
- 1908: Eunice Norton, US-amerikanische Pianistin
- 1909: Juan Bosch, dominikanischer Politiker und Schriftsteller, Staatspräsident
- 1909: Paul Constantinescu, rumänischer Komponist
- 1911: Heinz Abraham, deutscher Architekt, Hochschullehrer und Politiker
- 1911: Fritz Lamm, deutscher Sozialist

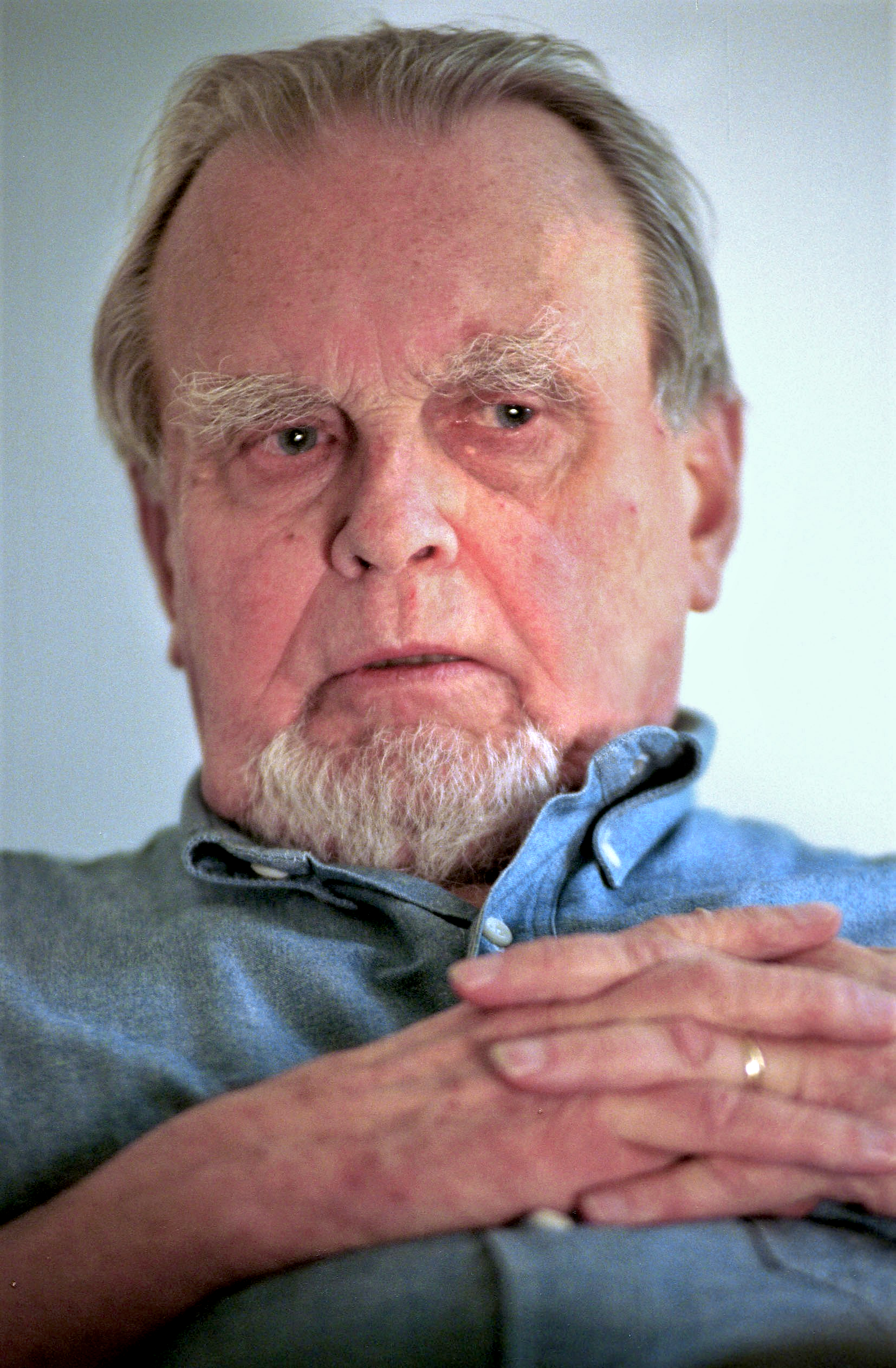
Czesław Miłosz (* 1911)

- 1911: Czesław Miłosz, polnischer Dichter, Nobelpreisträger
- 1912: Ludwig Bölkow, deutscher Ingenieur und Unternehmer
- 1912: Avigdor Dagan, tschechischer Dichter und israelischer Diplomat
- 1913: Herta Heuwer, deutsche Imbiss-Betreiberin, gilt als Erfinderin der Currywurst
- 1914: Paul Spahn, Schweizer Nachrichtensprecher
- 1915: Kurt Angstmann, deutscher Politiker
- 1915: Gardner Ackley, US-amerikanischer Wirtschaftswissenschaftler und Diplomat
- 1916: Karl Neumann, deutscher Kinder- und Jugendschriftsteller
- 1916: Manuel Simó, dominikanischer Komponist, Dirigent und Musikpädagoge

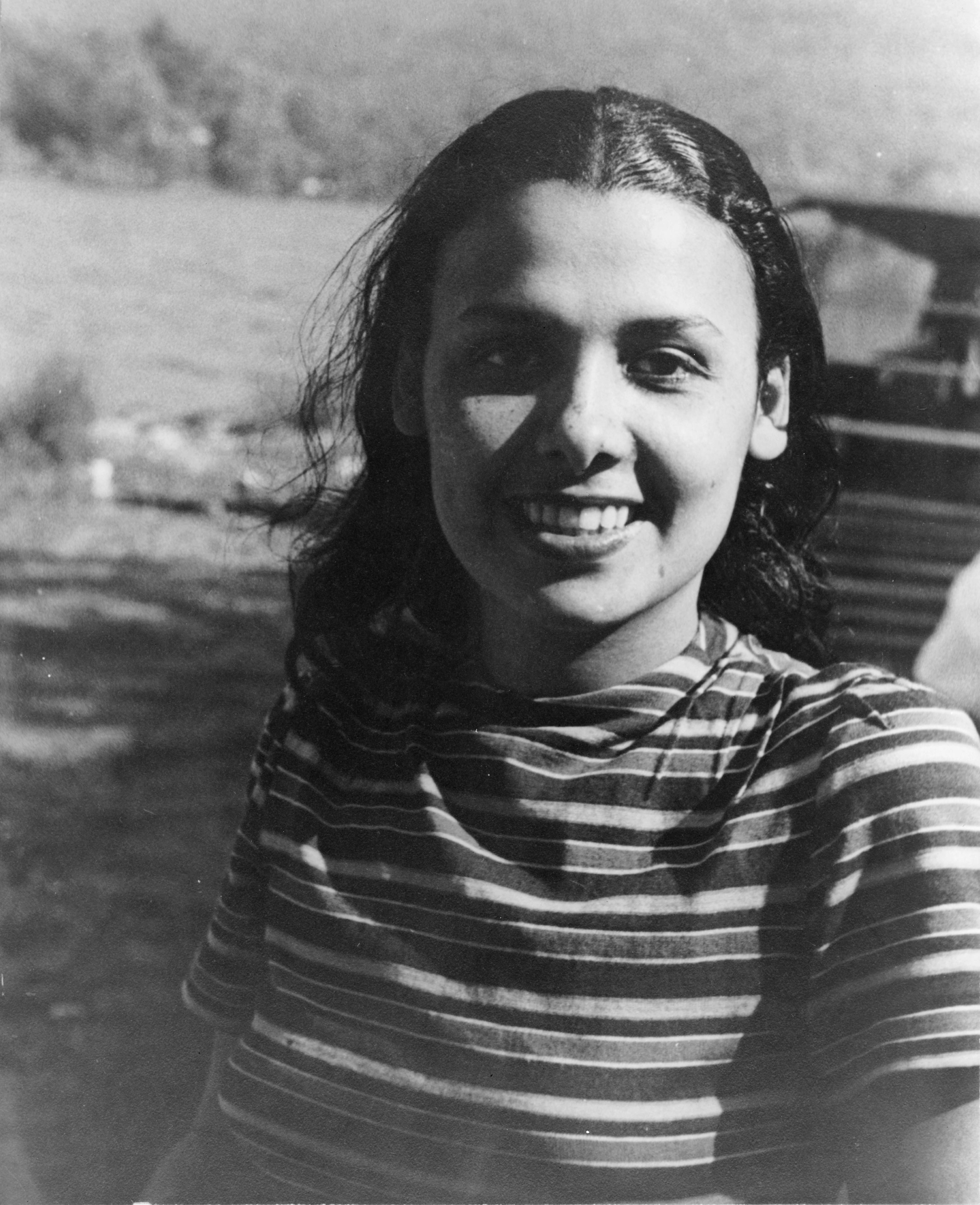
Lena Horne (* 1917)

- 1917: Lena Horne, US-amerikanische Sängerin
- 1917: Susan Hayward, US-amerikanische Filmschauspielerin
- 1919: Charles Smith, US-amerikanischer Perkussionist
- 1922: Gilles Lefebvre, kanadischer Geiger
- 1923: Gad Beck, deutsch-jüdischer Widerstandskämpfer gegen den Nationalsozialismus und Autor
- 1924: Maino Neri, italienischer Fußballspieler und -trainer
- 1925: Micheline Lannoy, belgische Eiskunstläuferin

#### 1926–1950
- 1926: Peter Alexander, österreichischer Sänger, Schauspieler und Entertainer
- 1926: Paul Berg, US-amerikanischer Biochemiker, Nobelpreisträger
- 1927: Frank McCabe, US-amerikanischer Basketballspieler
- 1927: Pat McCormick, US-amerikanischer Schauspieler und Comedy-Autor
- 1927: Patricia Snell, kanadische Opernsängerin
- 1929: Hermann Angstenberger, deutscher Kirchenmusiker und Komponist
- 1929: Alexander Kelly, schottischer Pianist und Musikpädagoge

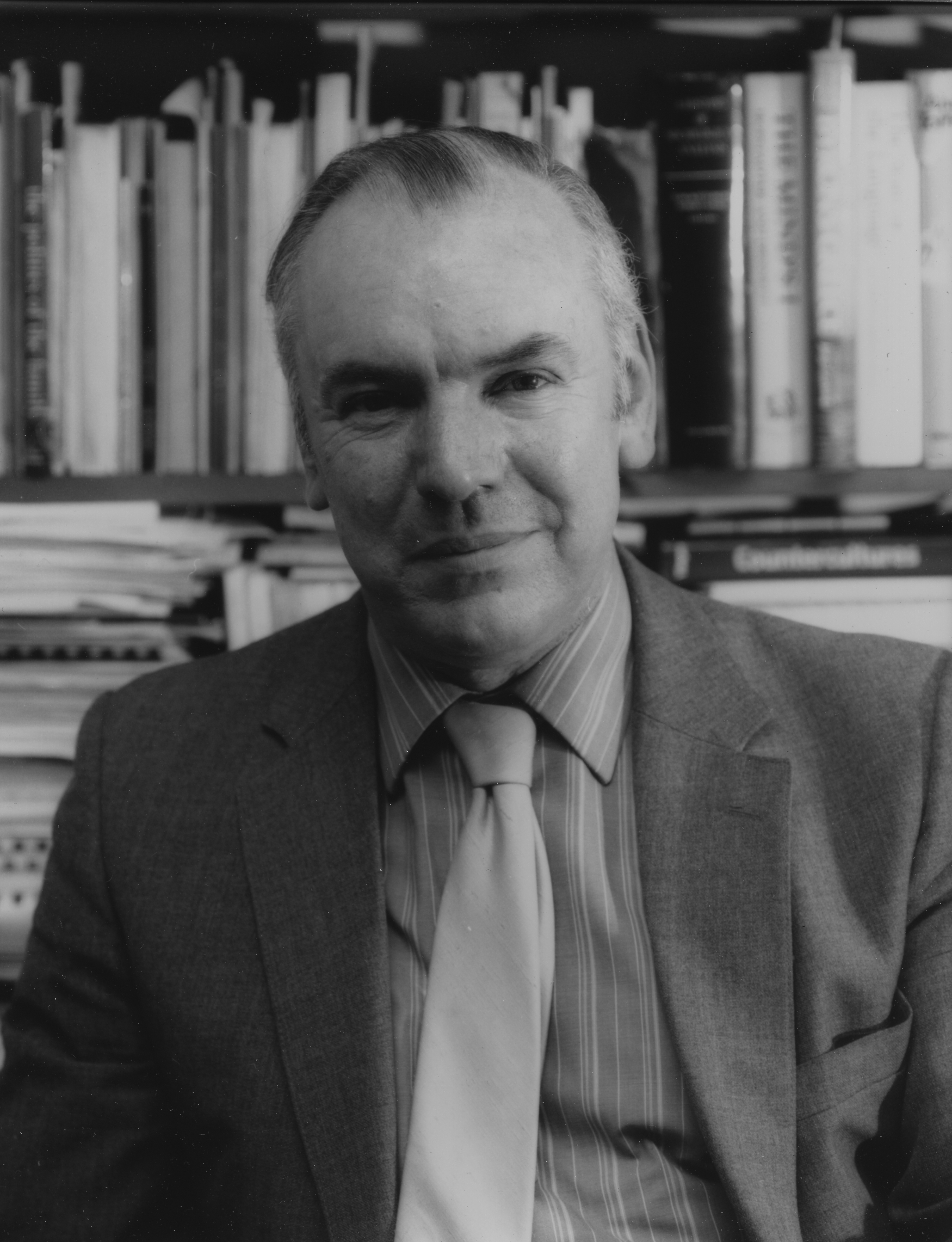
David Martin (* 1929)

- 1929: David Martin, britischer Soziologe und anglikanischer Priester
- 1930: Tata Güines, kubanischer Perkussionist, Bandleader, Komponist und Arrangeur
- 1931: Harry Blanchard, US-amerikanischer Automobilrennfahrer
- 1931: Gerda Herrmann, deutsche Komponistin und Dichterin
- 1931: Allan Jay, britischer Fechter
- 1931: Brian Muir, australischer Automobilrennfahrer
- 1931ː Ursula Trint, deutsche Architektin
- 1932: George Dancis, australischer Basketballspieler
- 1933: John Button, australischer Jurist und Politiker, Minister
- 1933: Jacqueline Dieudonné, französische Turnerin
- 1934: Claus Anshof, deutscher Pädagoge und Historiker
- 1934: Ildegarda Taffra, italienische Skilangläuferin
- 1935: Peter Achinstein, US-amerikanischer Philosoph und Wissenschaftshistoriker
- 1935: John Harlin, US-amerikanischer Bergsteiger

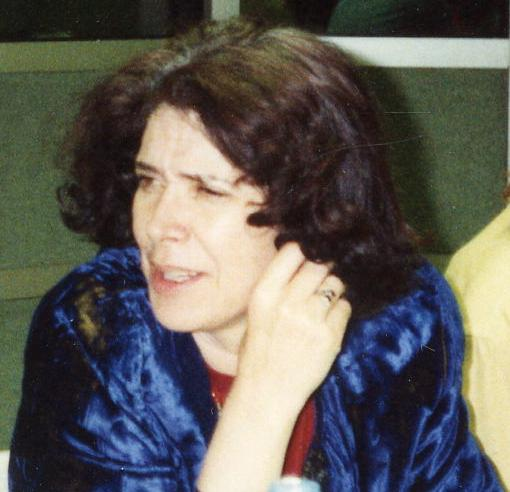
Assia Djebar (* 1936)

- 1936: Assia Djebar, algerische Schriftstellerin und Regisseurin, Historikerin und Hochschullehrerin
- 1936: Flemming Flindt, dänischer Balletttänzer und Choreograph
- 1936: Wiard Popkes, US-amerikanischer baptistischer Theologe
- 1937: Andrew Hill, US-amerikanischer Jazz-Pianist
- 1937: Hiltrud Kier, deutsche Kunsthistorikerin, Kölner Stadtkonservatorin und Generaldirektorin der Museen der Stadt Köln
- 1938: Chris Hinze, niederländischer Jazzmusiker
- 1938ː Jeri Taylor, US-amerikanische Drehbuchautorin und Fernsehproduzentin
- 1939: Tony Hatch, britischer Komponist, Songwriter, Pianist, Musikproduzent und Arrangeur
- 1939: Harry Källström, schwedischer Rallyefahrer
- 1939: Anna-Greta Leijon, schwedische Politikerin
- 1940: Heinrich Gillis Görtz, deutscher Maler und Grafiker
- 1941ː Verena Dietrich, deutsche preisgekrönte Architektin und Feministin
- 1941: Otto Sander, deutscher Schauspieler
- 1941: Willem Albert Wagenaar, niederländischer Rechtspsychologe
- 1942: Robert Ballard, US-amerikanischer Schriftsteller und Tiefsee-Wissenschaftler
- 1942: Alfred Fisher, kanadischer Komponist, Pianist und Musikpädagoge
- 1942: Jens Motschmann, deutscher evangelisch-lutherischer Theologe

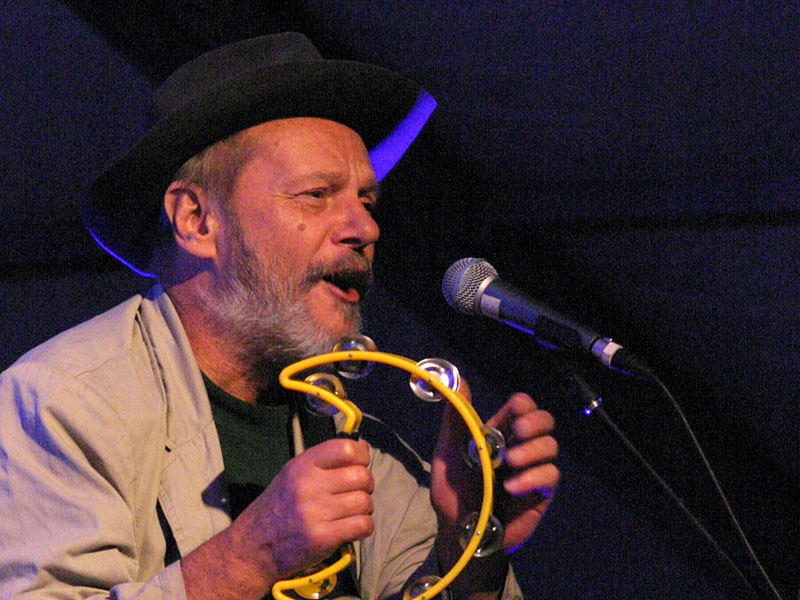
Klaus Renft (* 1942)

- 1942: Klaus Renft, deutscher Musiker und Bandleader (Klaus Renft Combo)
- 1942: Friedrich von Thun, österreichischer Schauspieler

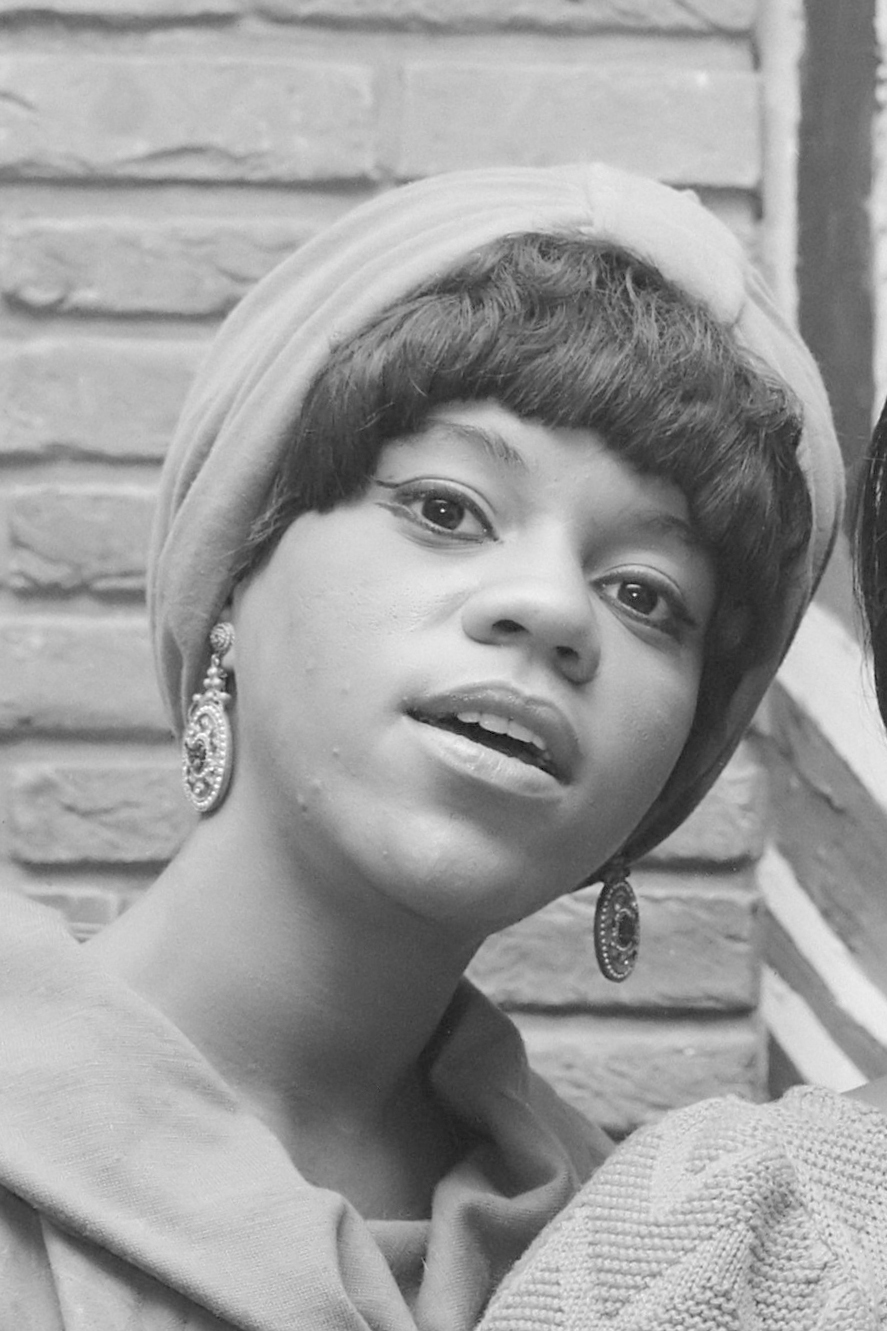
Florence Ballard (* 1943)

- 1943: Florence Ballard, US-amerikanische Musikerin (Supremes)
- 1943: Hartmann von der Tann, deutscher Funk- und Fernsehjournalist
- 1943: Erika Ulrich, Schweizer Bogenschützin
- 1944: Norbert Kindlmann, deutscher Ruderer
- 1944: Raymond Moody, US-amerikanischer Psychiater und Philosoph
- 1944: Michael Repacholi, australischer Physiker, Biologe und Strahlenschutz-Experte
- 1945: Hartmuth Hahn, deutscher Fußballspieler und -trainer
- 1945: Sean Scully, irischer Maler und Grafiker
- 1946: Günter Eisele, deutscher Fußballspieler
- 1946: Ronnie Raymond, britischer Schauspieler
- 1946: Giles Swayne, britischer Komponist
- 1947: Khairy Beshara, ägyptischer Regisseur
- 1947: Jasper van’t Hof, niederländischer Jazz-Pianist
- 1948: Raymond Leo Burke, US-amerikanischer Geistlicher, Bischof von La Crosse, Erzbischof von St. Louis, Kardinal, Kardinalpatron des Malteserordens
- 1948: Galarrwuy Yunupingu, Elder und Politiker der Aborigines, Sänger, Songwriter, Gitarrist und Maler
- 1949: Andy Scott, britischer Rockmusiker (The Sweet)
- 1950: Kris Tompkins, US-amerikanische Unternehmerin und Umweltschützerin

#### 1951–1975
- 1951: Stanley Clarke, US-amerikanischer Jazz- und Fusion-Bassist
- 1951: André Hazes, niederländischer Sänger

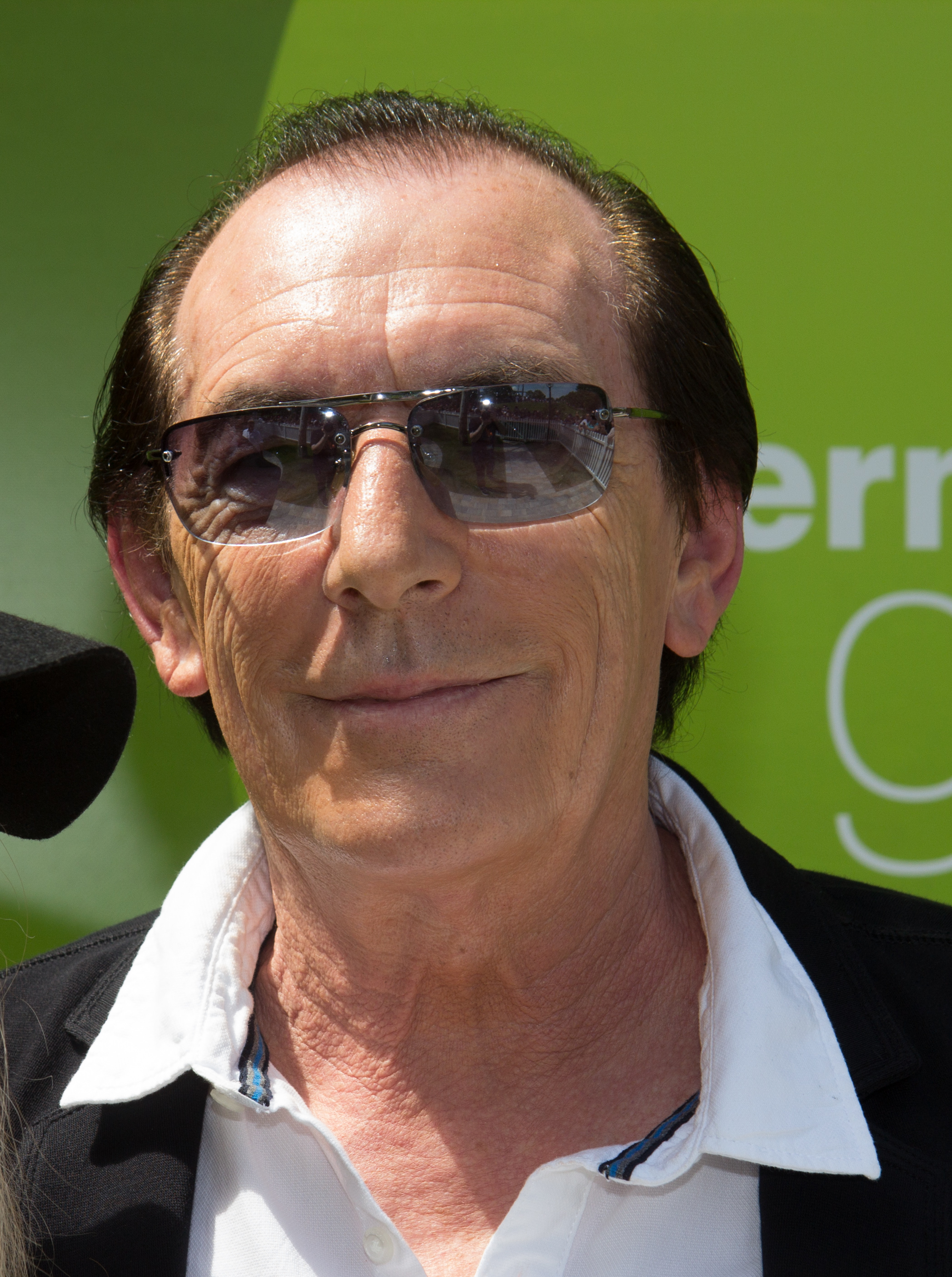
Stefan Zauner (* 1952)

- 1952: Stefan Zauner, deutscher Sänger
- 1953: Ablassé Ouédraogo, burkinischer Diplomat, Minister und stellvertretender Generaldirektor der Welthandelsorganisation
- 1953: Adriana Hölszky, deutsch-rumänische Komponistin
- 1953: Hal Lindes, britisch-US-amerikanischer Gitarrist und Komponist
- 1956: Volker Beck, deutscher Leichtathlet, Olympiasieger
- 1956: Lothar Höbelt, österreichischer Historiker
- 1957: Andrzej Małysiak, deutsch-polnischer Eishockeyspieler
- 1957: Hans Vermeersch, belgischer Komponist und Dirigent
- 1958: Kalevi Kiviniemi, finnischer Konzertorganist und Komponist
- 1958: Reinhard Pappenberger, römisch-katholischer Bischof
- 1958: Esa-Pekka Salonen, finnischer Dirigent und Komponist
- 1958: Irina Worobjowa, sowjetische Eiskunstläuferin
- 1959: Daniel Goldhagen, US-amerikanischer Soziologe und Politologe
- 1959: Brendan Perry, britischer Musiker
- 1959: Vincent D’Onofrio, US-amerikanischer Schauspieler
- 1960: Artur Jung, deutscher Journalist und Filmkritiker

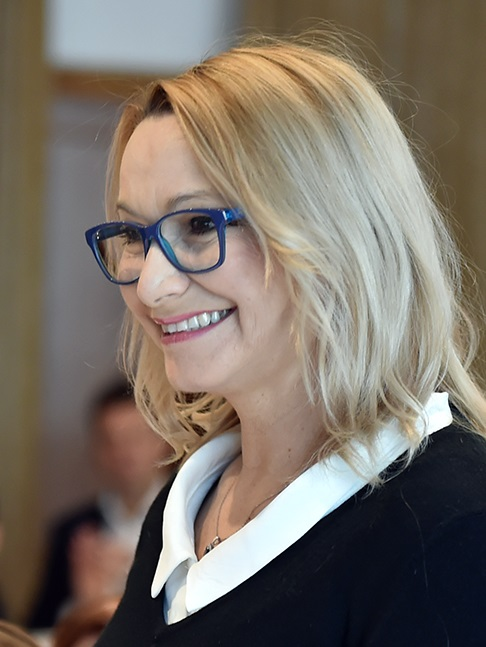
Anna Šišková (* 1960)

- 1960: Anna Šišková, slowakische Schauspielerin
- 1960: Harald Wanhöfer, deutscher Jurist
- 1961: Martin Becker, deutscher Keyboarder, Komponist und Rockmusiker
- 1961: Christian Wewerka, deutscher Schauspieler und Sprecher
- 1962: Martin Dörmann, deutscher Politiker, MdB
- 1963: Olha Bryshina, ukrainische Sprinterin, Olympiasiegerin
- 1963: Yngwie Malmsteen, schwedischer Gitarrist

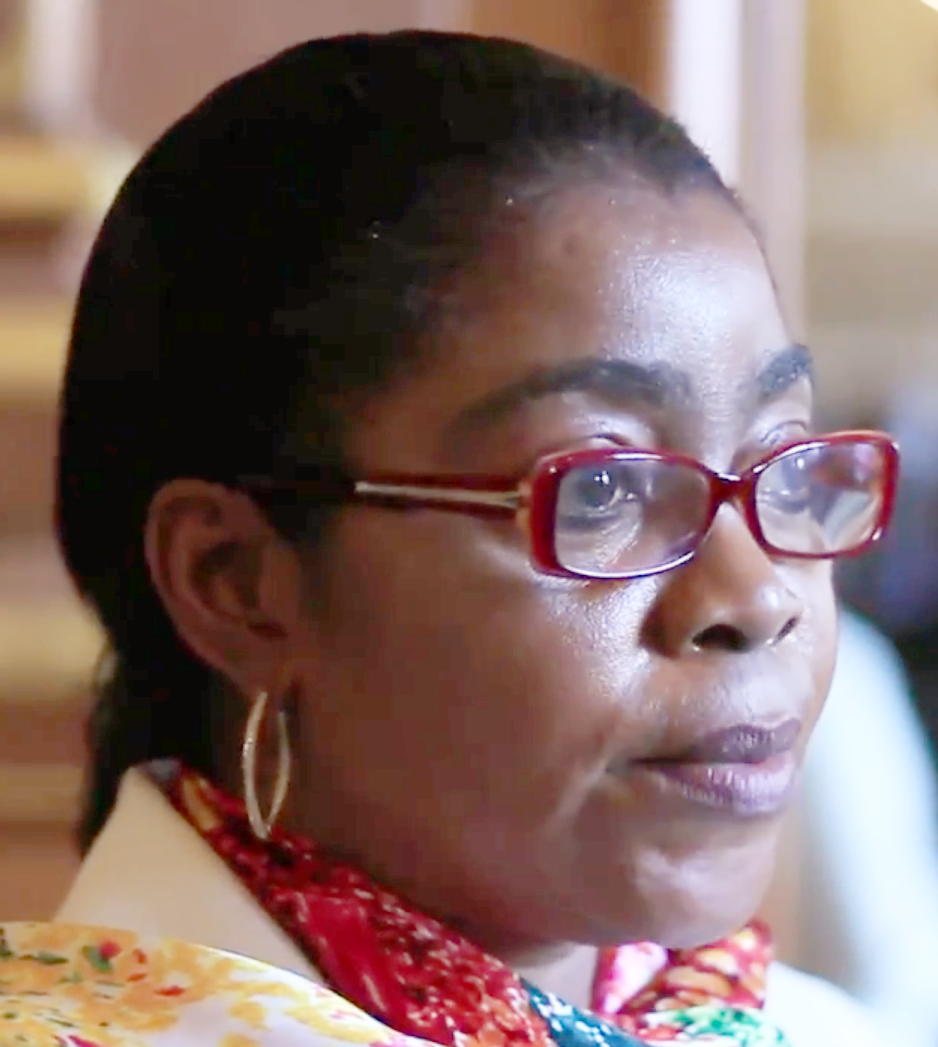
Rose Christiane Raponda (* 1963)

- 1963: Rose Christiane Raponda, gabunische Politikerin, Vizepräsidentin und Premierministerin von Gabun
- 1963: Dean Ward, britischer Bobfahrer
- 1964: Tanja Dangalakowa, bulgarische Schwimmerin
- 1964: Giancarlo Falappa, italienischer Motorradrennfahrer
- 1964: Alexandra von Frederiksborg, Wirtschaftswissenschaftlerin aus Hongkong
- 1964: Eric Frère, deutsch-französischer Wirtschaftswissenschaftler und Professor
- 1964: Armin Häuser, deutscher Politiker
- 1964: Roger Miret, US-amerikanischer Sänger, Gitarrist und Bassist
- 1964: Andrea-Michaela Schartel, österreichische Politikerin
- 1964: Jason Seizer, deutscher Tenorsaxophonist und Musikproduzent
- 1964: Ivan Trojan, tschechischer Schauspieler
- 1964: Mark Waters, US-amerikanischer Regisseur
- 1964: Martin Weinek, österreichischer Regisseur, Theater- und Filmschauspieler
- 1965: Mitch Richmond, US-amerikanischer Basketballspieler
- 1966: Andrei Abduwalijew, russischer Hammerwerfer, Olympiasieger, Weltmeister
- 1966: Marie Theres Relin, deutsche Schauspielerin, Autorin und Journalistin
- 1966: Peter Outerbridge, kanadischer Schauspieler

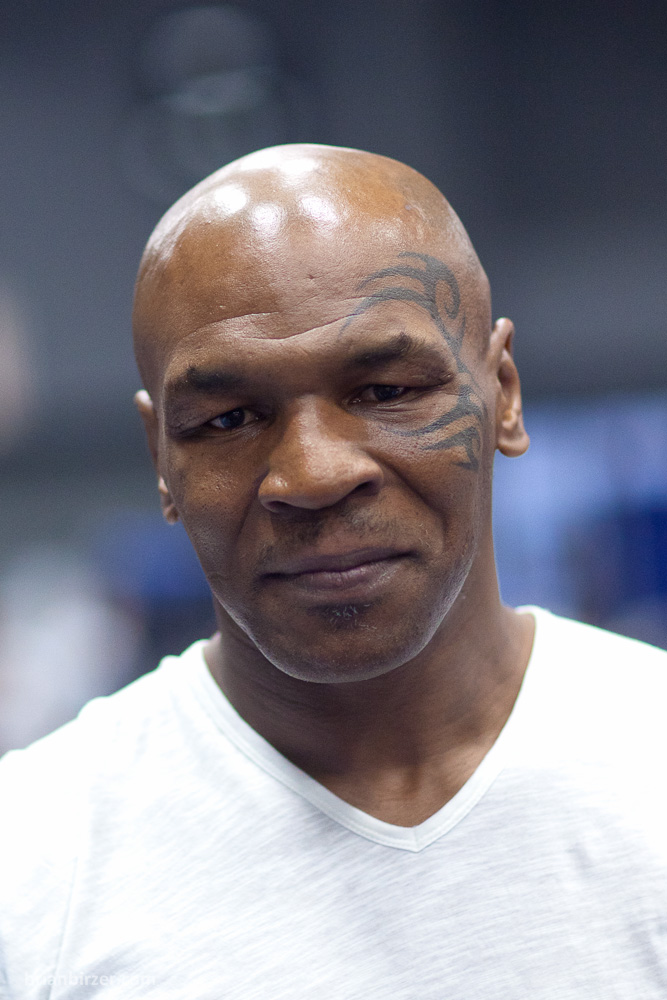
Mike Tyson (* 1966)

- 1966: Mike Tyson, US-amerikanischer Boxer, Weltmeister
- 1967: Silke Renk, deutsche Leichtathletin, Olympiasiegerin
- 1968: Phil Anselmo, US-amerikanischer Musiker

- 1968: George Arthur, ghanaischer Fußballspieler
- 1968: Martin Landolt, Schweizer Politiker
- 1968: Erik van Leeuwen, niederländischer Biathlet
- 1968: Ralf Rueff, deutscher Fußballspieler und -trainer
- 1968: Volker Zerbe, deutscher Handballspieler, Olympiamedaillengewinner
- 1969: Volker Mudrow, deutscher Handballspieler und -trainer
- 1969: Uta Rohländer, deutsche Leichtathletin, Olympiamedaillengewinnerin, Weltmeisterin
- 1969: Christian Zaum, deutscher Politiker
- 1970: Pablo Arias Echeverría, spanischer Politiker, MdEP
- 1970: Antonio Chimenti, italienischer Fußballspieler
- 1970: Leonardo Sbaraglia, argentinischer Schauspieler
- 1973: Christina Lang, Schweizer Radiomoderatorin
- 1973: Merete Pedersen, dänische Fußballspielerin
- 1973: Frank Rost, deutscher Fußballspieler

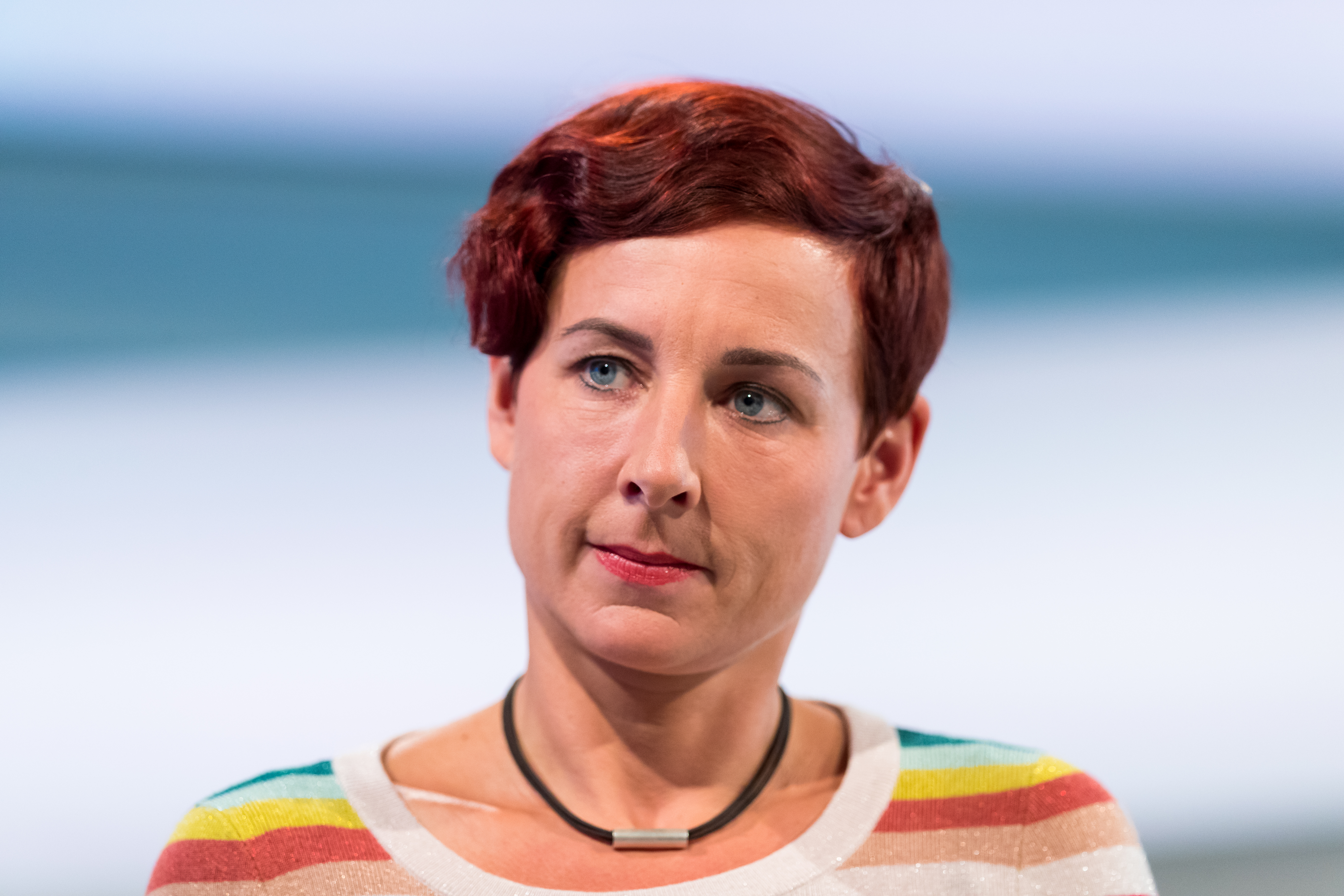
Juli Zeh (* 1974)

- 1974: Juli Zeh, deutsche Juristin und Schriftstellerin
- 1975: Tom Keune, deutscher Schauspieler
- 1975: Ralf Schumacher, deutscher Automobilrennfahrer
- 1975: Rami Shaaban, schwedischer Fußballspieler
- 1975: Shayne Wright, deutscher Eishockeyspieler

#### 1976–2000
- 1976: Angela Akers, US-amerikanische Beachvolleyball- und Volleyballspielerin
- 1976: Ellen Angelina, indonesische Badmintonspielerin
- 1977: Elmar Mayer-Baldasseroni, österreichischer Schriftsteller
- 1978: Malina Ebert, polnische Schauspieler
- 1979: Andy Burrows, britischer Musiker
- 1979: Sylvain Chavanel, französischer Radrennfahrer
- 1980: Adil Annani, marokkanischer Marathonläufer
- 1980: Seyi Olofinjana, nigerianischer Fußballspieler
- 1981: Can Artam, türkischer Automobilrennfahrer
- 1981: Tom Burke, britischer Schauspieler
- 1981: Deividas Česnauskis, litauischer Fußballspieler
- 1981: Alissa Jung, deutsche Schauspielerin
- 1981: Barbora Špotáková, tschechische Leichtathletin, Olympiasiegerin
- 1981: Christian Wasserfallen, Schweizer Politiker
- 1982: Lizzy Caplan, US-amerikanische Schauspielerin
- 1982: Anna-Marie Keighley, neuseeländische Fußballschiedsrichterin
- 1983: Marcus Burghardt, deutscher Radrennfahrer

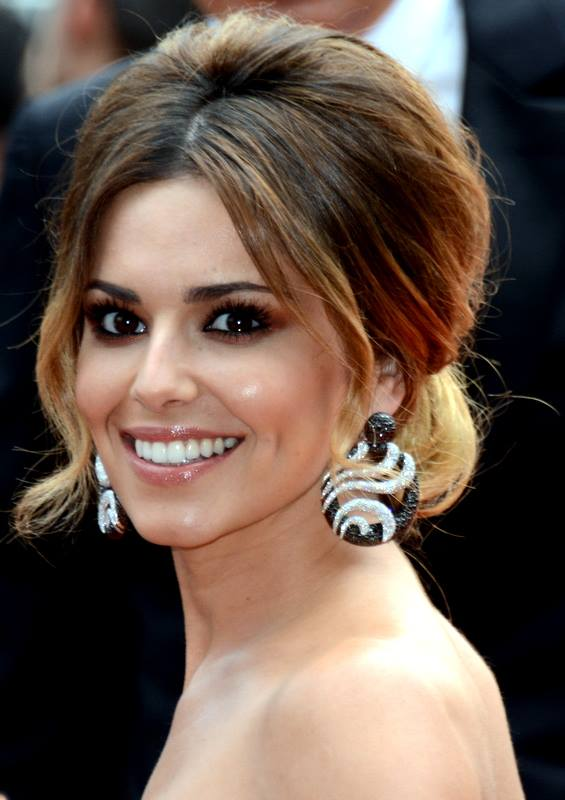
Cheryl Cole (* 1983)

- 1983: Cheryl Cole, britische Sängerin (Girls Aloud)
- 1984: Miles Austin, US-amerikanischer American-Football-Spieler
- 1984: Fantasia Barrino, US-amerikanische R&B-Sängerin
- 1984: Julie Engelbrecht, deutsche Schauspielerin
- 1984: Dmitri Gennadjewitsch Ipatow, russischer Skispringer
- 1984: David Ulm, französischer Fußballspieler
- 1984: René Wilke, deutscher Politiker, MdL, Oberbürgermeister von Frankfurt (Oder)
- 1985: Trevor Ariza, US-amerikanischer Basketballspieler
- 1985: Cem Atan, österreichischer Fußballspieler
- 1985: Rafał Blechacz, polnischer Pianist
- 1985: Katjana Gerz, deutsch-amerikanische Schauspielerin

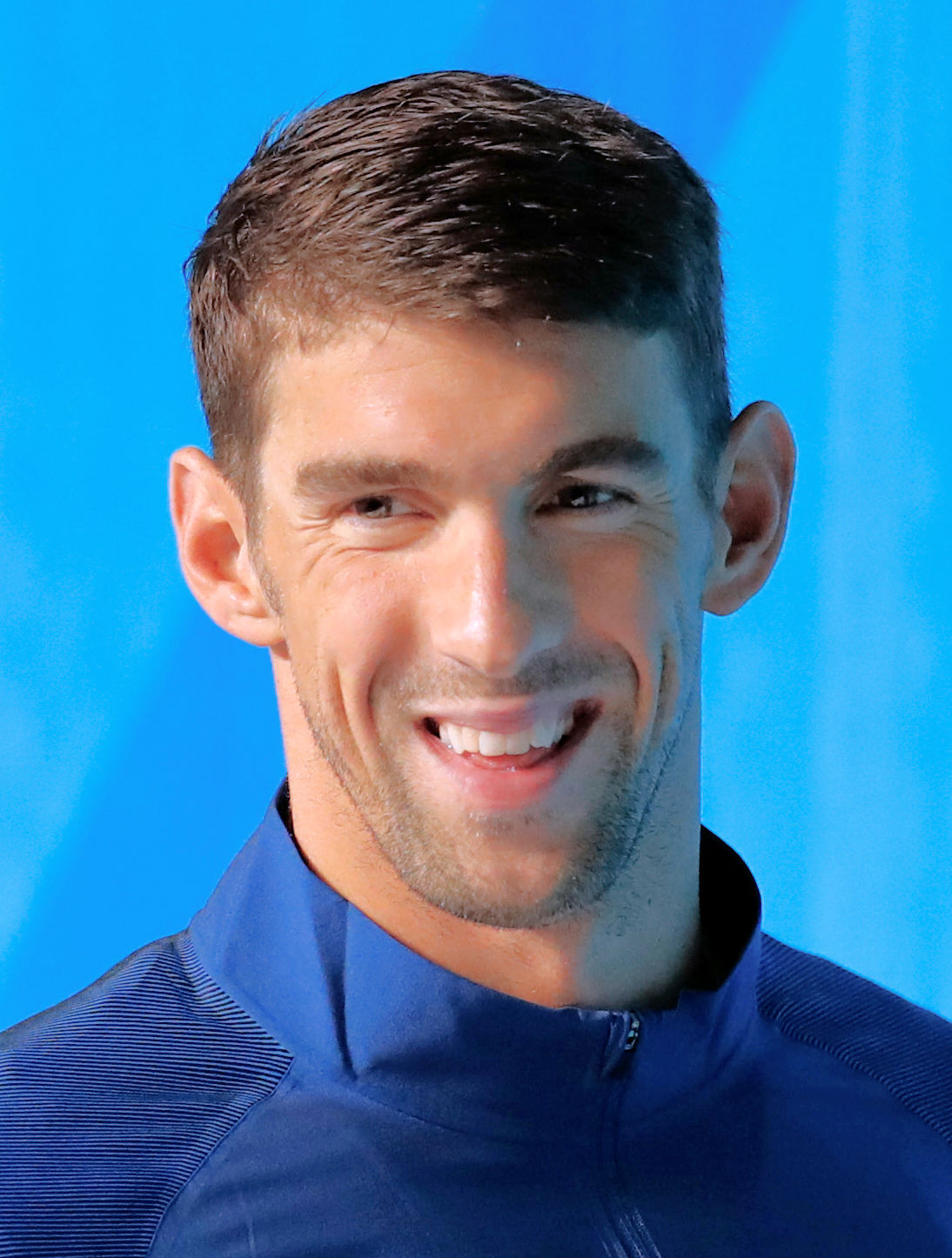
Michael Phelps (* 1985)

- 1985: Michael Phelps, US-amerikanischer Schwimmer
- 1985: Cody Rhodes, US-amerikanischer Wrestler
- 1986: Stefan Hundstrup, dänischer Handballspieler
- 1986: Steffen Lehle, deutscher Handballspieler
- 1987: Martin Jacobson, schwedischer Pokerspieler
- 1987: Stefan Matter, Schweizer Telemarker
- 1988: Mario Leitgeb, österreichischer Fußballspieler
- 1988: Mitja Mežnar, slowenischer Skispringer
- 1989: Felix Kummer, deutscher Sänger und Rapper
- 1989: Damián Lizio, argentinischer Fußballspieler
- 1990: Darío Lezcano, paraguayischer Fußballspieler

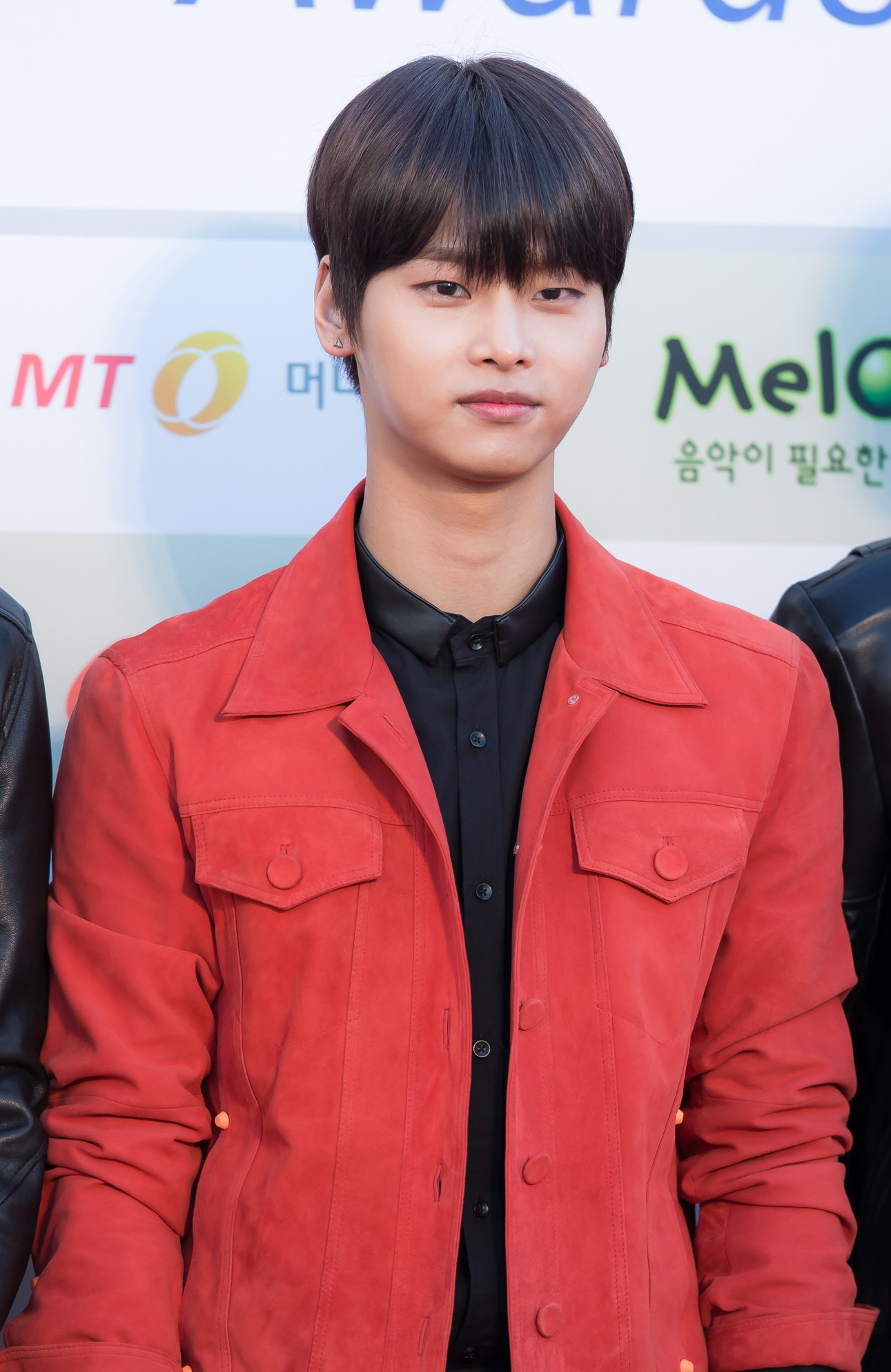
N (* 1990)

- 1990: N, südkoreanischer Sänger, Schauspieler und Moderator
- 1990: Tim Schwarzmaier, deutscher Synchronsprecher
- 1991: Małgorzata Jamroży, polnische Popsängerin
- 1992: Patrick Alexander Christopher Baehr, deutscher Schauspieler und Synchronsprecher
- 1992: Dirk van Duijvenbode, niederländischer Dartspieler
- 1993: Răzvan Umbrărescu, rumänischer Autorennfahrer
- 1995: Pia Amofa-Antwi, deutsche Schauspielerin
- 1995: Andrea Petagna, italienischer Fußballspieler
- 1995: Dmitri Schamajew, russisch-rumänischer Biathlet
- 1996: Matilda Merkel, deutsche Schauspielerin
- 1998: Houssem Aouar, französisch-algerischer Fußballspieler
- 1998: Mark Ferjan, slowenischer Handballspieler
- 1998: Arda Görkem, türkisch-deutscher Schauspieler

## Gestorben

### Vor dem 17. Jahrhundert
- 0350: Nepotianus, römischer Gegenkaiser
- 0446: Hypatios, byzantinischer Abt, Heiliger
- 0718: Erentrudis von Salzburg, deutsche Benediktinerin, Heilige
- 1045: Radbot, Graf im Klettgau, Erbauer der Habsburg
- 1139: Otto von Bamberg, Bischof von Bamberg, Heiliger der römisch-katholischen Kirche
- 1181: Hugh de Kevelioc, 3. Earl of Chester, englischer Adeliger
- 1191: Johann I., Graf von Ponthieu
- 1224: Adolf von Tecklenburg, Bischof von Osnabrück, Heiliger der römisch-katholischen Kirche
- 1278: Pierre de la Brosse, französischer Kämmerer, Günstling von König Philipp III.
- 1337: Eleanor de Clare, englische Adelige
- 1364: Ernst von Pardubitz, tschechischer Geistlicher, Erzbischof von Prag
- 1365: Johann II. Senn von Münsingen, Bischof von Basel
- 1374: Siegfried von Blomberg, Erzbischof von Riga
- 1388: Johannes Ammann, Bischof von Chur
- 1406: Otto II., Erzbischof von Bremen
- 1455: Dorino I. Gattilusio, Archon von Lesbos
- 1466: Peter von Coimbra, portugiesischer Politiker, Militär und Schriftsteller
- 1468: Eleonore Talbot, Mätresse des englischen Königs Eduard IV.
- 1520: Moctezuma II., Herrscher des Azteken-Reiches
- 1522: Johannes Reuchlin, deutscher Philosoph und Humanist
- 1537: Thomas Darcy, 1. Baron Darcy de Darcy, englischer Adeliger und Politiker
- 1538: Karl von Egmond, Herzog von Geldern
- 1540: Thomas Abel, englischer Geistlicher
- 1562: Jacobus Probst, evangelischer Theologe und Bremer Superintendent
- 1572: Jacob Curio, deutscher Arzt und Mathematiker

### 17. und 18. Jahrhundert
- 1607: Cesare Baronio, italienischer Kardinal und Kirchenhistoriker
- 1616: Sebastian Abesser, kur- und fürstlich-sächsischer Oberwild- und Jägermeister
- 1630: Oda Nobukatsu, japanischer Samurai
- 1649: Simon Vouet, französischer Maler des Barock
- 1651: Tuhaj Bej, politisch-militärischer Führer der Krimtataren
- 1653: Johan van Mathenesse, niederländischer Gesandter beim Westfälischen Friedenskongress
- 1659: Paul Cleritz, italienischer Steinmetz und Bildhauer
- 1660: William Oughtred, englischer Mathematiker
- 1666: Adam Krieger, deutscher Komponist und Kirchenmusiker
- 1670: Friedrich, Fürst von Anhalt-Harzgerode

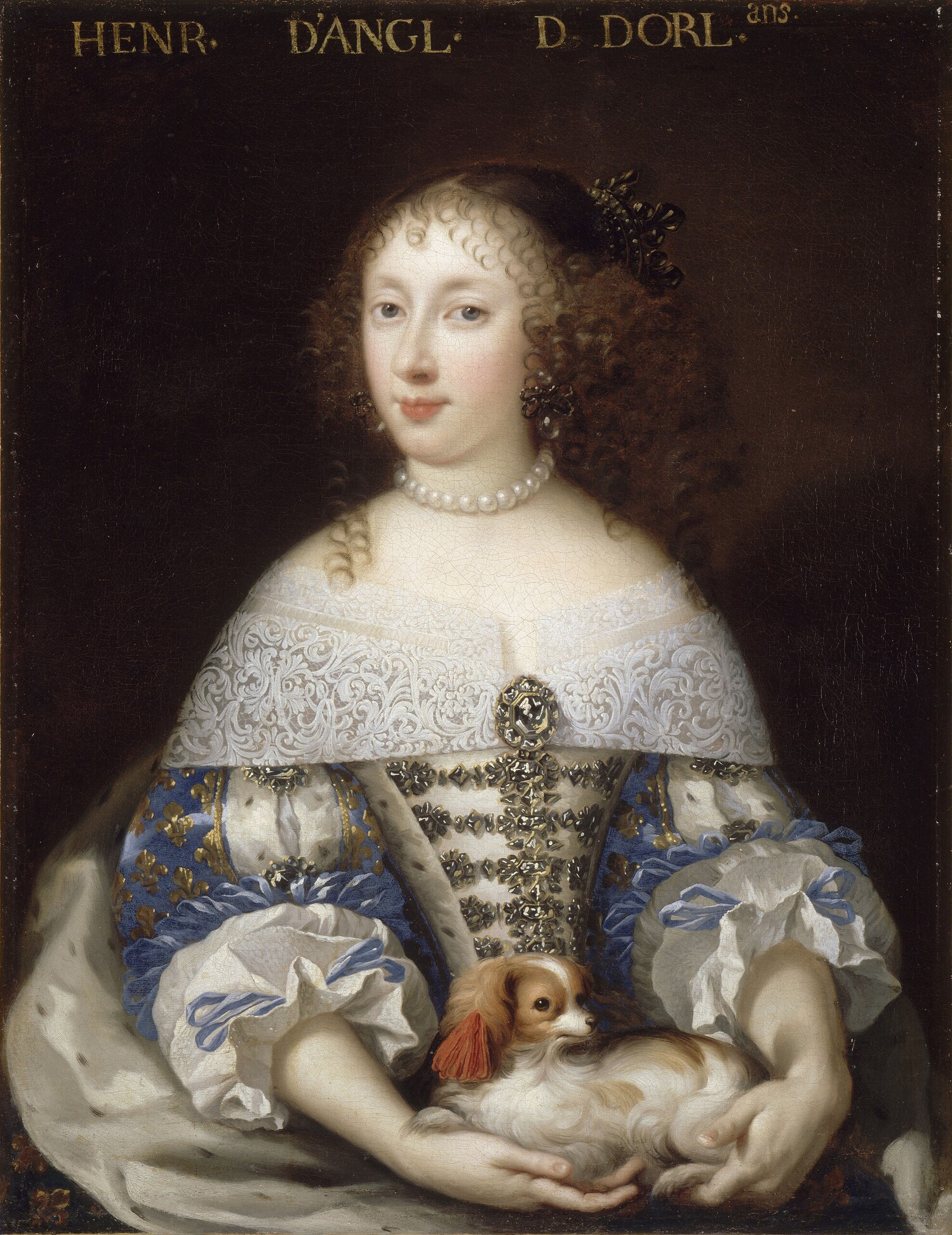
Henriette Anne Stuart († 1670)

- 1670: Henrietta Anne Stuart, Prinzessin von England und Herzogin von Orleans
- 1685: Christoph Arnold, deutscher Theologe, Kirchenlieddichter und Dichter
- 1693: Christina zu Mecklenburg, Äbtissin des Stiftes Gandersheim
- 1703: Christoph Leopold von Schaffgotsch, Oberlandeshauptmann von Schlesien
- 1706: Jacques Boyvin, französischer Organist und Komponist
- 1708: Christian Eberhard, Fürst von Ostfriesland
- 1708: Tekle Haymanot I., äthiopischer Negus
- 1736: Johann Jürgen Gundelach, deutscher Glasmacher
- 1737: Johann Ortwin Westenberg, deutscher Rechtswissenschaftler
- 1753: Conrad Iken, deutscher evangelischer Geistlicher
- 1760: Teresa Albuzzi-Todeschini, italienische Opernsängerin
- 1761: Friedrich Boerner, deutscher Mediziner
- 1780: Karl Paul Ernst von Bentheim-Steinfurt, deutscher Adliger
- 1785: James Oglethorpe, britischer General und Philanthrop sowie Gründer der Kolonie Georgia
- 1791: Joachim Otto Adolph von Bassewitz, dänischer Politiker und Lübecker Domdechant
- 1792: Antonio Rosetti, deutsch-tschechischer Komponist und Kapellmeister
- 1794: Rozalia Lubomirska, polnische Adlige, Opfer der Französischen Revolution
- 1797: Christian Frederik Hagerup, norwegischer Pfarrer

### 19. Jahrhundert

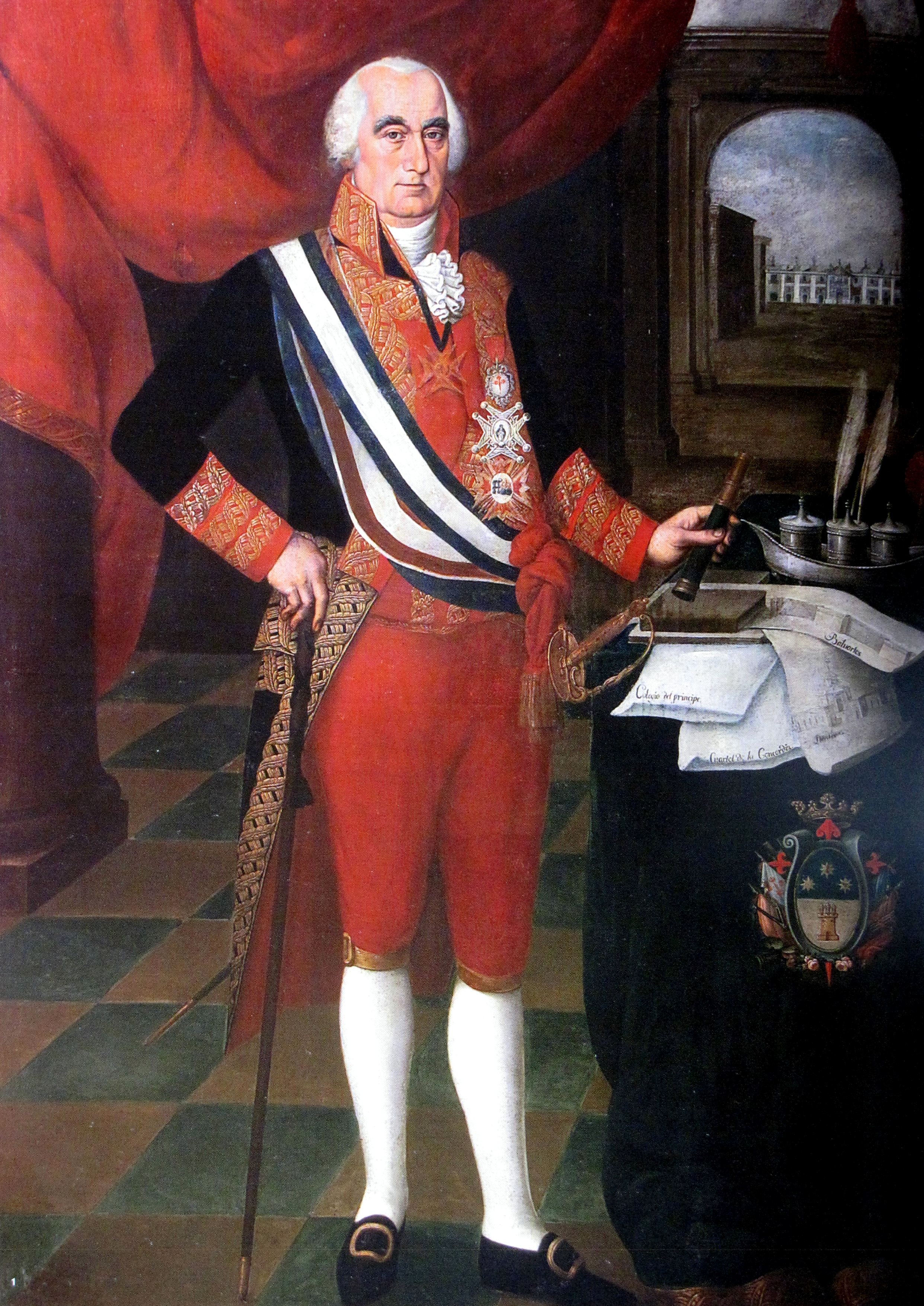
José Fernando Abascal y Sousa († 1821)

- 1801: Caterina Cavalieri, österreichische Opernsängerin, Mozartinterpretin
- 1802: Gaetano Gandolfi, italienischer Maler und Kupferstecher
- 1817: Christoph Daniel Ebeling, Hamburger Aufklärer, Amerikanist und Bibliothekar

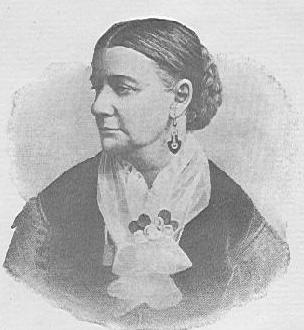
Eden Southworth († 1899)

- 1817: Abraham Gottlob Werner, deutscher Mineraloge
- 1819: Ernst Ludwig Gerber, deutscher Komponist
- 1820: Sigismund Anton von Hohenwart, Fürsterzbischof von Wien
- 1821: José Fernando Abascal y Sousa, Marques de la Concordia und spanischer Vizekönig in Peru
- 1831: William Roscoe, englischer Jurist, Biologe und Historiker
- 1851: Johann Theobald Held, tschechischer Arzt und Komponist
- 1861: Robert O’Hara Burke, irisch-australischer Polizeibeamter, Führer der ersten Süd-Nord-Durchquerung Australiens
- 1878: Karl Weigand, deutscher Germanist
- 1880: George Paget, britischer Politiker und General
- 1881: Gustav von Alvensleben, preußischer General
- 1890: Samuel Parkman Tuckerman, US-amerikanischer Komponist
- 1897: Heinrich Ludwig, deutscher Maler und Kunsthistoriker
- 1899: E. D. E. N. Southworth, US-amerikanische Schriftstellerin

### 20. Jahrhundert

#### 1901–1950

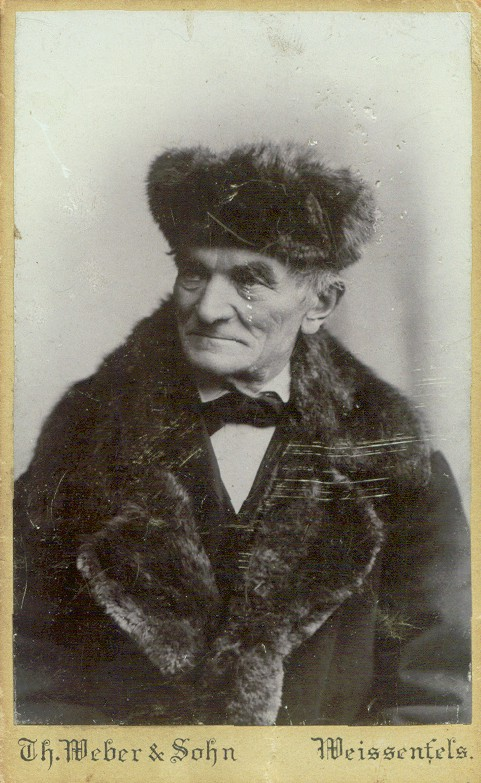
Friedrich Ladegast († 1905)

- 1905: Friedrich Ladegast, deutscher Orgelbauer
- 1914: Johannes Ryf, Schweizer Jurist und Politiker
- 1919: John Strutt, 3. Baron Rayleigh, britischer Physiker, Nobelpreisträger

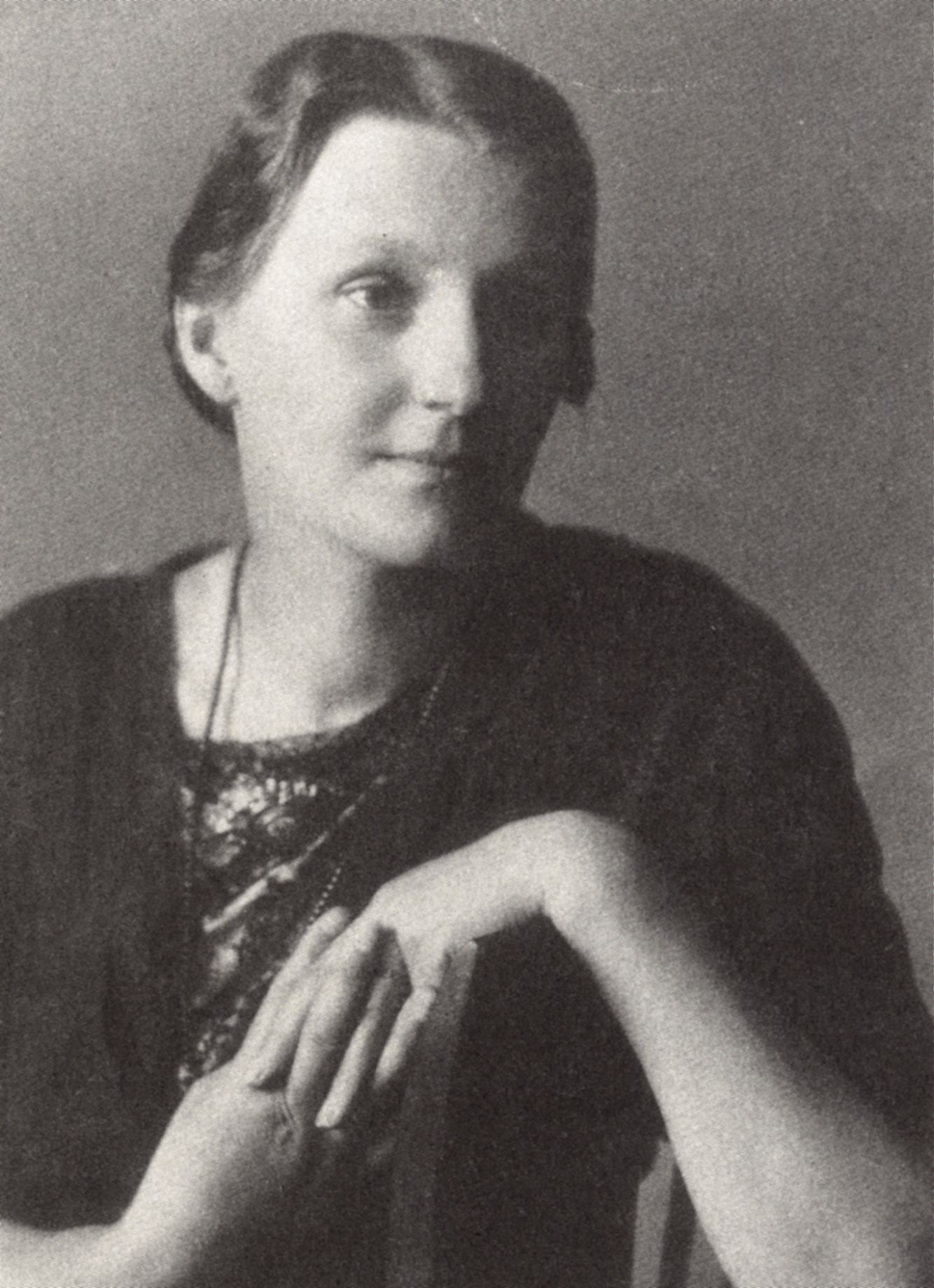
Lena Christ (1920)

- 1920: Lena Christ, bayerische Heimatschriftstellerin
- 1923: Claude Terrasse, französischer Operettenkomponist
- 1924: Johannes von Eben, deutscher General
- 1924: Anton Ohorn, deutscher Dichter und Schriftsteller
- 1924ː Praskowja Sergejewna Uwarowa, Gräfin, russische Archäologin
- 1931ː Marie Kirschner, deutsch-tschechische Künstlerin und Glasgestalterin
- 1934: Wilhelm Aletter, deutscher Pianist, Violinist, Komponist, Verleger und Erfinder
- 1934: Herbert von Bose, deutscher Offizier, Nachrichtendienstler, Staatsbeamter und Widerstandskämpfer gegen den Nationalsozialismus
- 1934: Karl Ernst, deutscher Politiker und SA-Gruppenführer, MdR
- 1934: Peter von Heydebreck, deutscher Freikorps- und SA-Führer
- 1934: Edgar Julius Jung, deutscher Jurist, Politiker und Publizist
- 1934: Gustav von Kahr, deutscher Jurist und Politiker,  Regierungspräsident von Oberbayern, Ministerpräsident von Bayern
- 1934: Erich Klausener, führender Vertreter des deutschen politischen Katholizismus

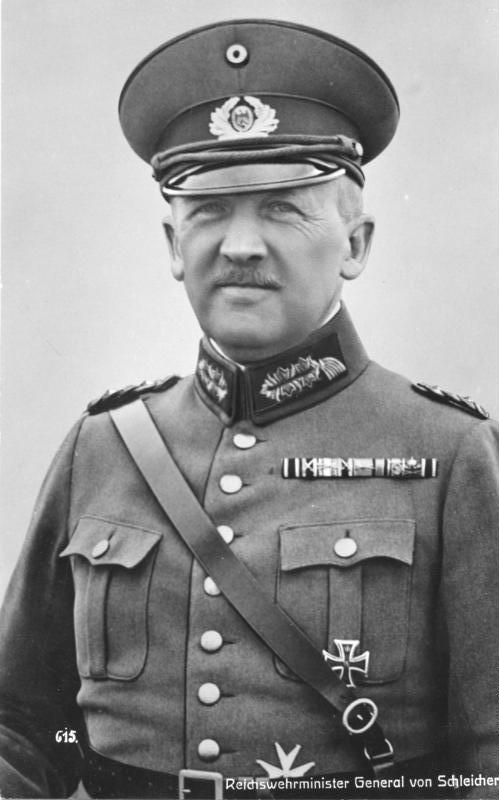
Kurt von Schleicher († 1934)

- 1934: Kurt von Schleicher, deutscher General, Reichskanzler
- 1934: Gregor Strasser, deutscher Politiker, MdL, MdR
- 1935: Abel Iturralde Palacios, bolivianischer Rechtsanwalt und Politiker
- 1938: Max und Walter Götze, deutsche Kriminelle
- 1939: Johann Peter Arras, deutscher Politiker, MdL
- 1940: Emmy Meyer, deutsche Malerin
- 1941: Walter Bäumer, deutscher Motorrad- und Automobilrennfahrer
- 1941: Hugo Becker, deutscher Cellist, Cellolehrer und Komponist
- 1941: Jonathan Honorez, französischer Turner
- 1942: German Bestelmeyer, deutscher Architekt
- 1944ː Aurelia Josz, italienische Autorin und Pädagogin, Opfer der Shoa
- 1945: Ernst Anding, deutscher Astronom
- 1947: Rudolf Noack, deutscher Fußballspieler
- 1948: Adrien Alin, französischer Automobilrennfahrer
- 1948: Morris Fuller Benton, US-amerikanischer Ingenieur und Schriftentwerfer
- 1948: Achille Varzi, italienischer Motorrad- und Automobilrennfahrer

#### 1951–2000

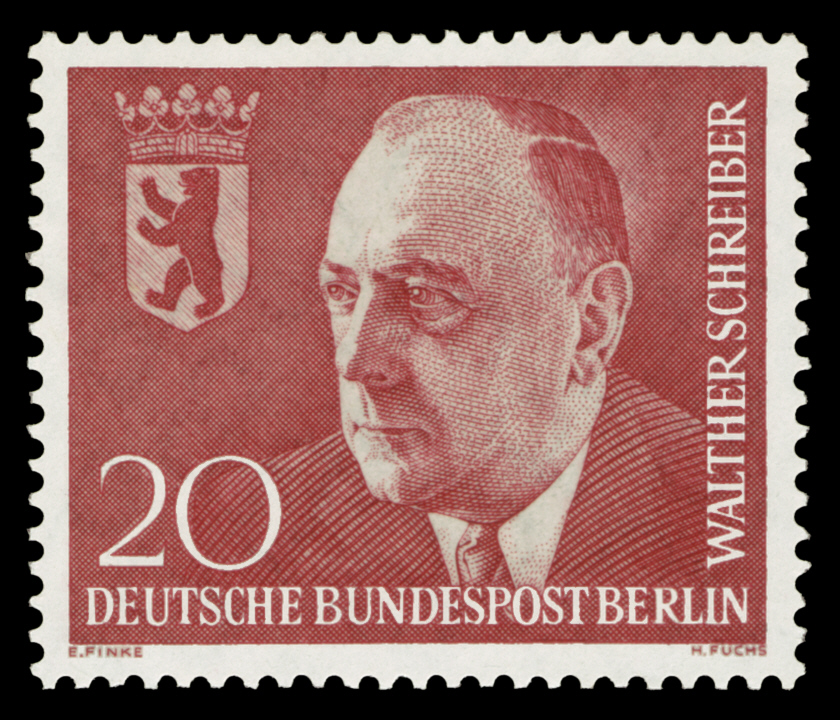
Walther Schreiber († 1958)

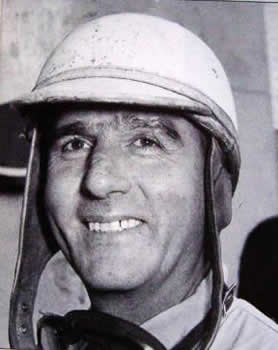
Giuseppe Farina († 1966)

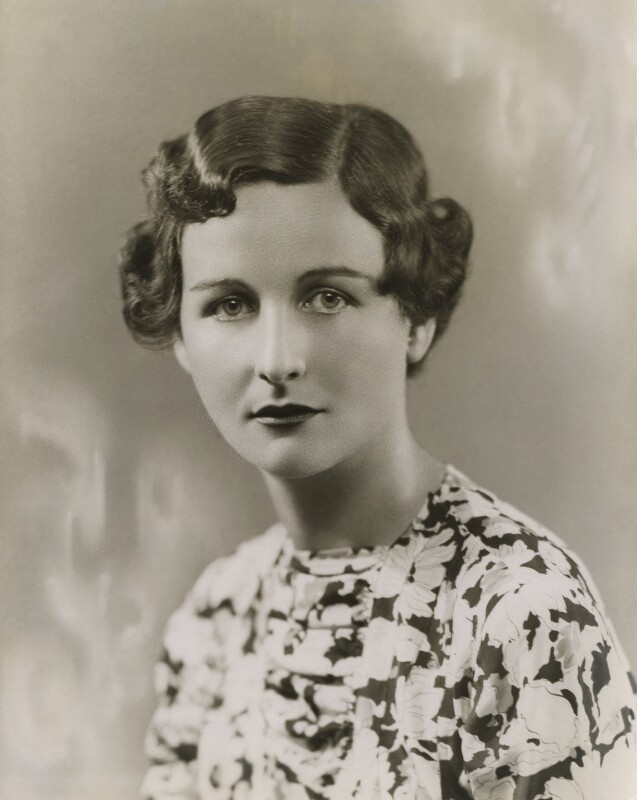
Nancy Mitford († 1973)

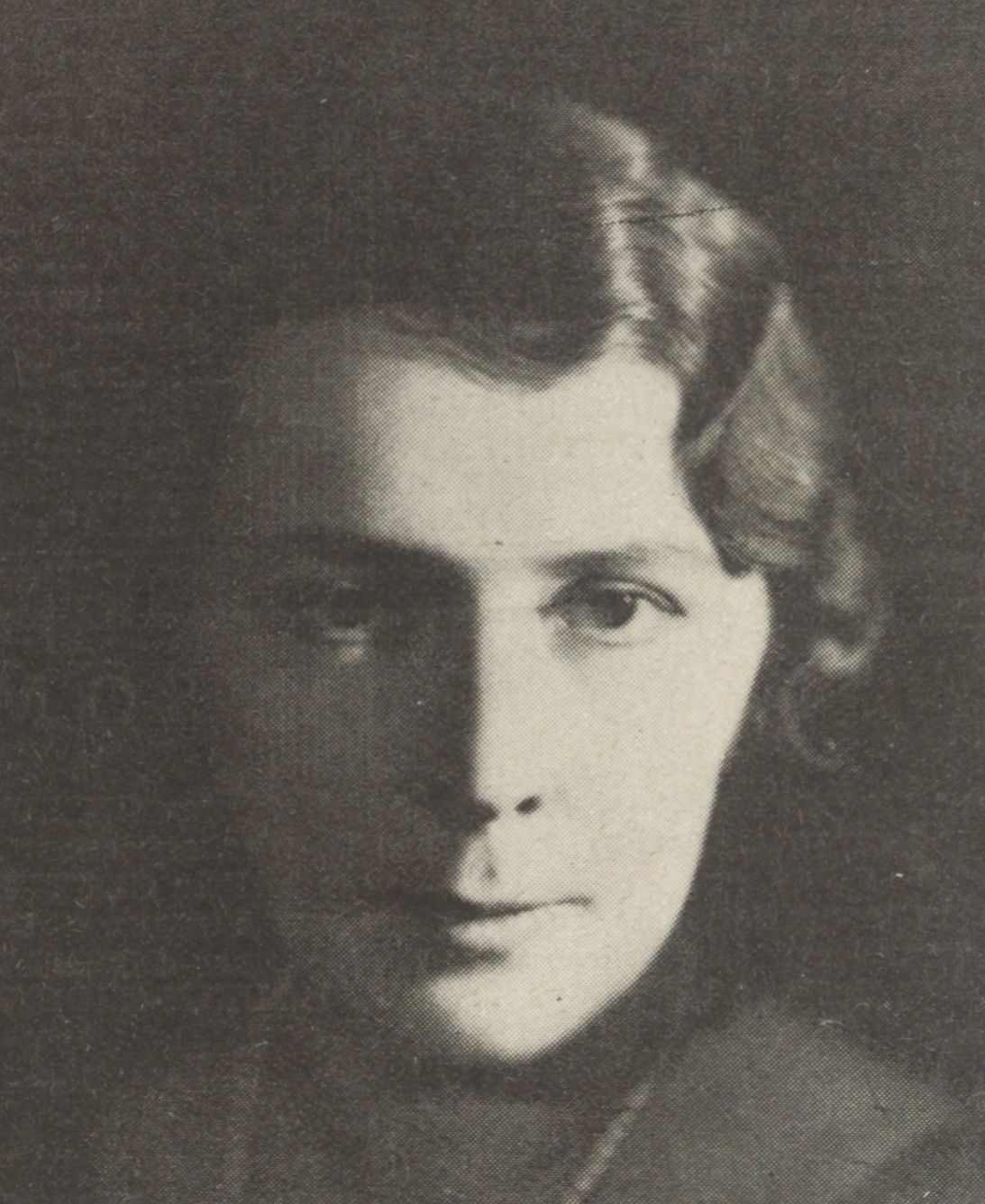
Marguerite Roesgen-Champion († 1976)

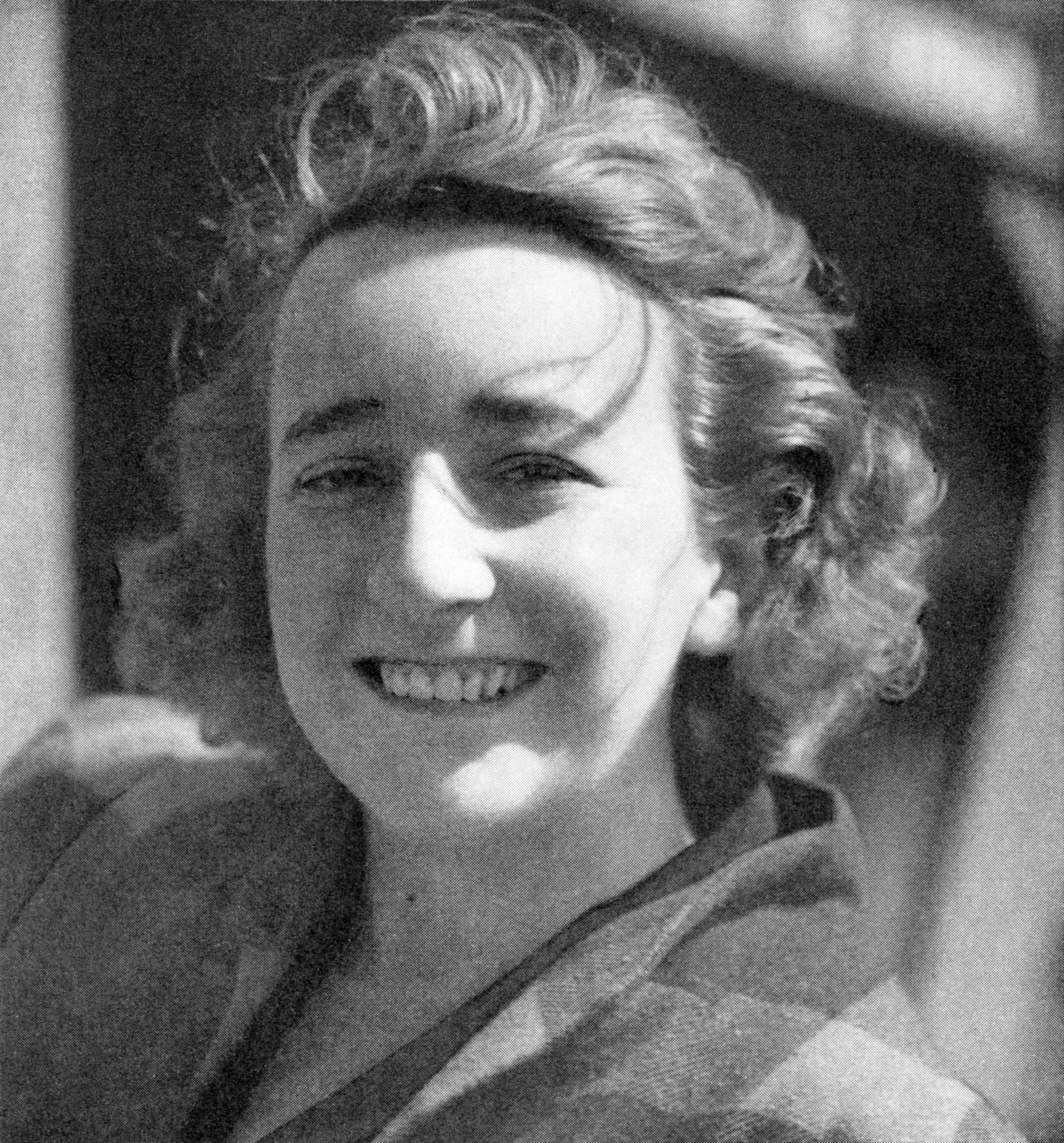
Lillian Hellman († 1984)

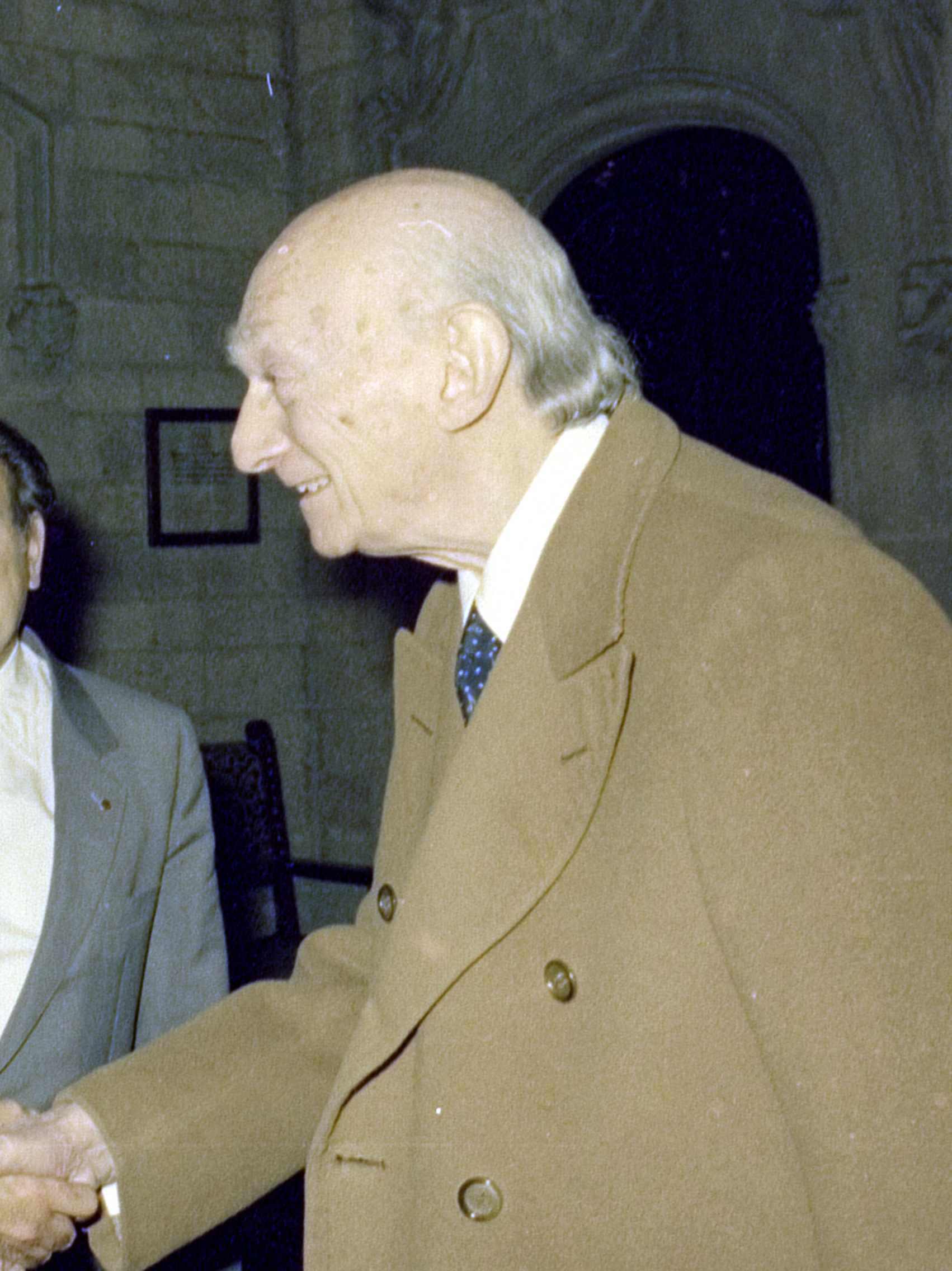
Frederic Mompou († 1987)

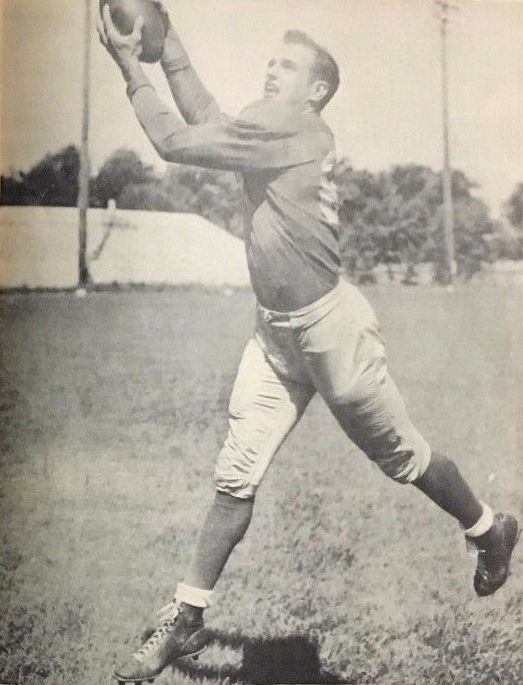
Jim Doran († 1994)

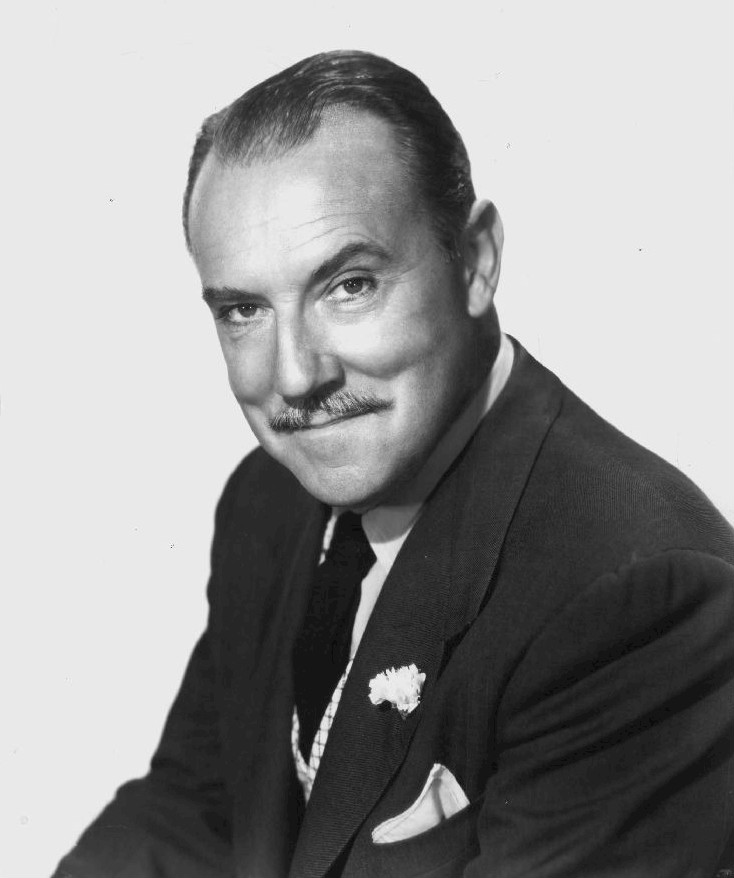
Gale Gordon († 1995)

- 1953: Elsa Beskow, schwedische Kinderbuchautorin, Malerin und Illustratorin
- 1953: Wsewolod Illarionowitsch Pudowkin, sowjetischer Filmemacher und -theoretiker
- 1956: Annie Bousquet, französisch-österreichische Automobilrennfahrerin
- 1956: Alfredo Ferrari, italienischer Ingenieur
- 1958: Walther Schreiber, deutscher Jurist und Politiker, MdL, preußischer Minister, Regierender Bürgermeister von Berlin
- 1959: Gyula Grosz, deutscher Arzt
- 1959: Lazare Saminsky, ukrainisch-russischer Komponist
- 1960: Jakob Tiedtke, deutscher Schauspieler
- 1960: Clarence Cameron White, US-amerikanischer Komponist
- 1961: Kurt Meister, deutscher Schauspieler, Regisseur, Autor und Hörspielsprecher
- 1961: Hubert Rickelmann, deutscher Heimatforscher und Autor
- 1962: Caspar Neher, deutsch-österreichischer Bühnenbildner
- 1963: Alexander Rüstow, deutscher Philosoph, Sozialwissenschaftler und Volkswirt
- 1963: Hans Tschiggfrey, österreichischer Politiker, Landeshauptmann von Tirol
- 1965: Hans Grimm, deutscher Komponist
- 1965: William Dudley Pelley, US-amerikanischer Antisemit
- 1965: Margarete Sommer, deutsche Sozialarbeiterin, Gerechte unter den Völkern
- 1966: Margery Allingham, britische Schriftstellerin
- 1966: Giuseppe Farina, italienischer Automobil-Rennfahrer, Formel-1-Weltmeister
- 1968: Rudolf Amend, deutscher Politiker
- 1968: Howard Crossett, US-amerikanischer Bobfahrer
- 1968: Alexander Georgijewitsch Iwtschenko, sowjetischer Flugmotorenkonstrukteur
- 1969: Roman Richard Atkielski, US-amerikanischer Weihbischof
- 1971: Georgi Asparuchow, bulgarischer Fußballspieler
- 1971: Georgi Timofejewitsch Dobrowolski, sowjetischer Kosmonaut
- 1971: Wiktor Iwanowitsch Pazajew, sowjetischer Kosmonaut
- 1971: Wladislaw Nikolajewitsch Wolkow, sowjetischer Kosmonaut
- 1971: Rosa Young, US-amerikanische Pädagogin
- 1972: Erwin Anders, deutscher Kameramann
- 1973: Nancy Mitford, britische Schriftstellerin und Biographin
- 1974: Louis Pichard, französischer Automobilrennfahrer
- 1974: Roger Staub, Schweizer Skirennläufer
- 1976: Marguerite Roesgen-Champion, Schweizer Komponistin und Cembalistin
- 1977: Paul Hartmann, deutscher Schauspieler
- 1979: Hugh Garner, kanadischer Schriftsteller
- 1979: Chris Taylor, US-amerikanischer Ringer
- 1980: Franz Xaver von Hornstein, Schweizer katholischer Geistlicher, Pastoraltheologe und Hochschullehrer
- 1980: Armin Kaufmann, österreichischer Komponist, Geiger und Musikpädagoge
- 1980: Walter Zimmermann, deutscher Biologe, Botaniker und Universitätsprofessor
- 1981: Eduard Marks, deutscher Schauspieler, Schauspiellehrer und Hörspielsprecher
- 1981: Bud Tingelstad, US-amerikanischer Automobilrennfahrer
- 1983: Igor Dmitrijewitsch Ado, russischer Mathematiker
- 1983: Christian Aigrinner, deutscher Kunstmaler, Zeichner und Graphiker
- 1983: Ernst Bettermann, deutscher Landwirt und Politiker, MdL
- 1984: Lillian Hellman, US-amerikanische Schriftstellerin
- 1987: Frederic Mompou, katalanisch-spanischer Komponist und Pianist
- 1988: Johanna Hofer, deutsche Schauspielerin
- 1990: Ernst Hölder, deutscher Mathematiker
- 1991: Adrianus Cornelis van Leeuwen, niederländischer Komponist und Dirigent
- 1992: Joachim Herrmann, deutscher Redakteur, Mitglied des ZK der SED
- 1994: Jim Doran, US-amerikanischer American-Football-Spieler
- 1995: Gale Gordon, US-amerikanischer Schauspieler
- 1995: Phyllis Hyman, US-amerikanische R&B-, Disco- und Soulsängerin
- 1995: Erika Wackernagel, deutsche Schauspielerin
- 1997: William „Bill“ Bradley, britischer Radrennfahrer
- 1999: Édouard Boubat, französischer Fotograf
- 1999: Beveridge Webster, US-amerikanischer Pianist und Musikpädagoge

### 21. Jahrhundert

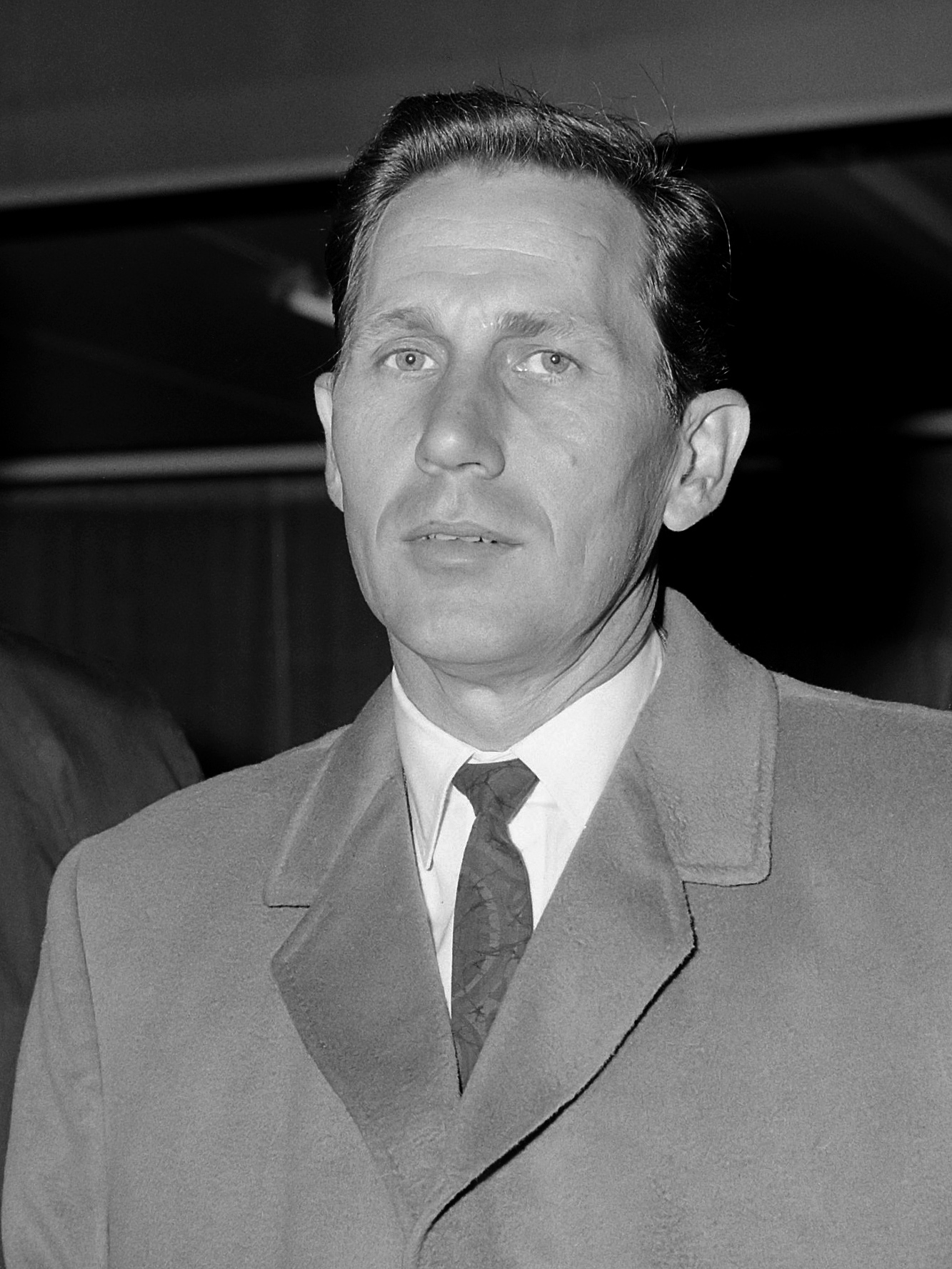
Chet Atkins († 2001)

- 2001: Chet Atkins, US-amerikanischer Country-Sänger
- 2001: Joe Henderson, US-amerikanischer Jazz-Musiker
- 2002: Richard Allen, US-amerikanischer Sessionmusiker
- 2003: Buddy Hackett, US-amerikanischer Komiker und Schauspieler
- 2003: Theodor Haller, Schweizer Hörfunk- und Fernsehmoderator
- 2005: Ermanno Cressoni, italienischer Architekt und Autodesigner
- 2005: Clancy Eccles, jamaikanischer Musiker und Produzent
- 2006: Robert Gernhardt, deutscher Schriftsteller
- 2007: Georg Staudacher, österreichischer Theaterregisseur, Drehbuchautor und Schauspieler
- 2009: Pina Bausch, deutsche Tänzerin und Choreografin, Tanzpädagogin und Ballettdirektorin
- 2009: Paquito Cordero, puerto-ricanischer Fernsehproduzent und Schauspieler
- 2009: Ernst Leuenberger, Schweizer Gewerkschafter und Politiker
- 2010: Lolita, österreichische Schlagersängerin, Schauspielerin und Fernsehmoderatorin
- 2011: Emil Petrovics, ungarischer Komponist

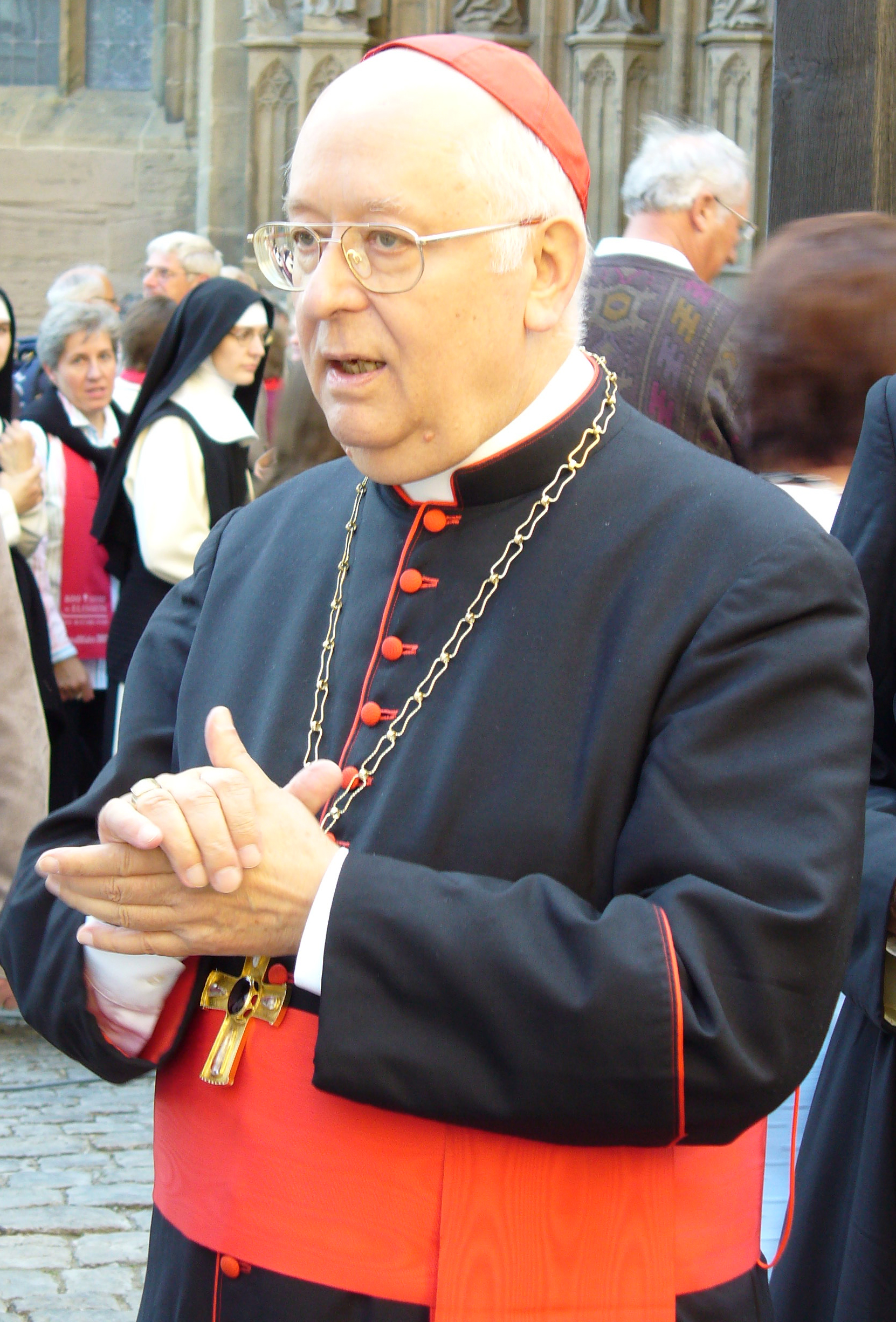
Georg Sterzinsky († 2011)

- 2011: Georg Sterzinsky, deutscher Geistlicher, Erzbischof von Berlin
- 2012: Manfred Buchwald, deutscher Journalist
- 2012: Jitzchak Schamir, israelischer Politiker, Außenminister, Ministerpräsident
- 2013: Richard Fehr, Schweizer Geistlicher, Stammapostel der Neuapostolischen Kirche
- 2013: Alan Campbell, Baron Campbell of Alloway, britischer Politiker
- 2014: Christian Führer, deutscher evangelischer Pfarrer
- 2014: Paul Mazursky, US-amerikanischer Filmregisseur
- 2015: Ludwig Doerr, deutscher Organist
- 2015: Eddy Louiss, französischer Jazzmusiker
- 2016: Bengt von zur Mühlen, deutscher Filmproduzent
- 2016: Robert Steigerwald, deutscher Philosoph
- 2017: Darrall Imhoff, US-amerikanischer Basketballspieler

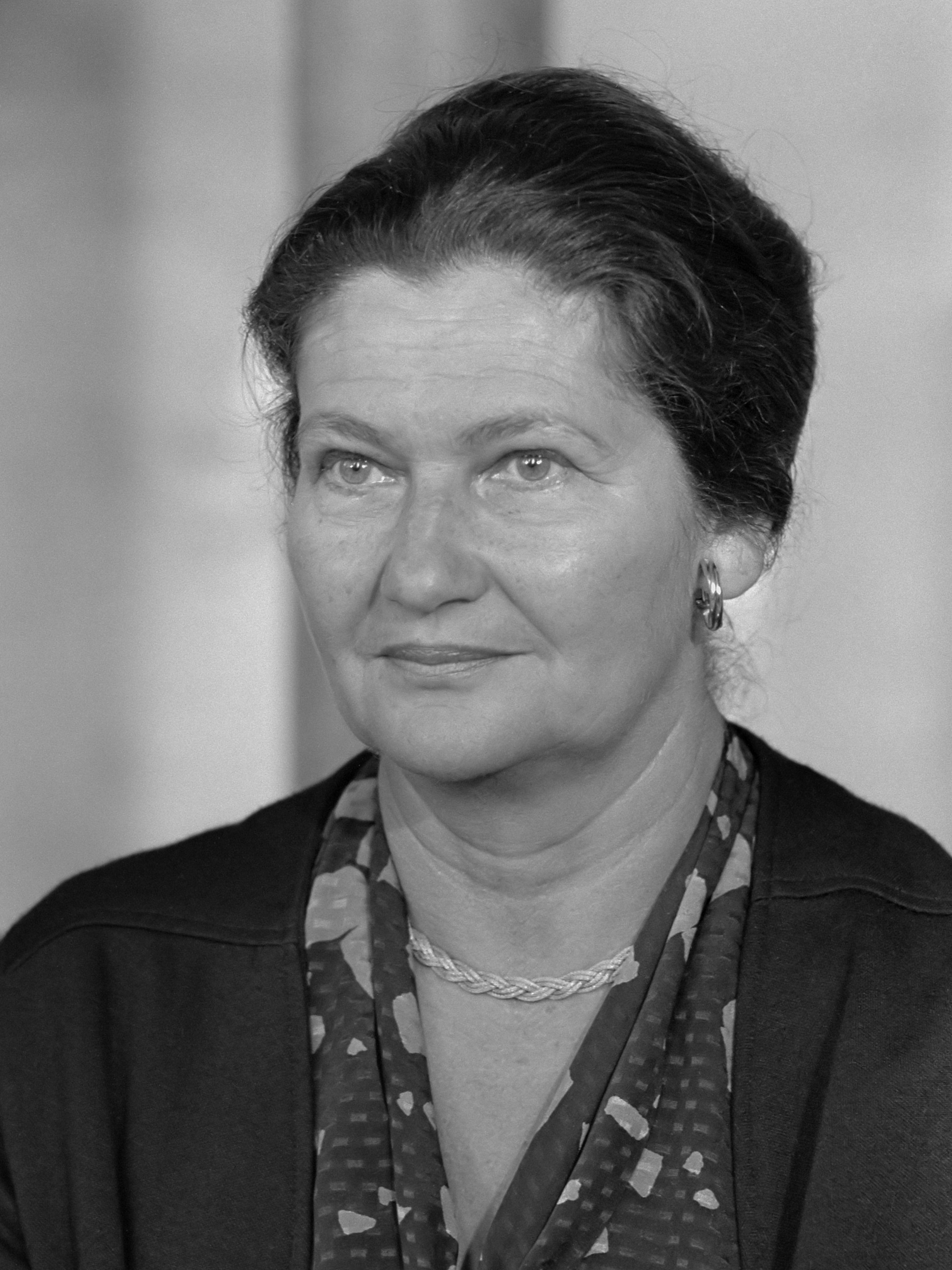
Simone Veil († 2017)

- 2017: Simone Veil, französische Politikerin, Ministerin, Mitglied und Präsidentin des Europäischen Parlaments
- 2018: Nika Brettschneider, österreichische Schauspielerin, Regisseurin und Theaterleiterin
- 2018: Fuat Sezgin, türkischer Orientalist
- 2019: Momir Bulatović, jugoslawischer bzw. montenegrinischer Politiker, Staatspräsident von Montenegro, Ministerpräsident von Jugoslawien
- 2019: Mitchell Feigenbaum, US-amerikanischer Physiker
- 2019: Óscar Zolezzi, argentinischer Ruderer
- 2020: Ludwig Finscher, deutscher Musikhistoriker
- 2020: Ida Haendel, britische Violinistin
- 2021: Robert Bartholomew, US-amerikanischer Gewichtheber
- 2021: Jean Jensen, britische Schwimmerin
- 2021: Janet Moreau, US-amerikanische Leichtathletin
- 2022: William Cohn, deutscher Sprecher, Schauspieler und Sänger
- 2022: Dmitri Stjopuschkin, russischer Bobfahrer
- 2022: Technoblade, US-amerikanischer Youtuber
- 2022: Kazimierz Zimny, polnischer Langstreckenläufer
- 2025: Ken Colley, britischer Schauspieler
- 2025: Gilda Cruz-Romo, mexikanische Opernsängerin
- 2025: Wanda dos Santos, brasilianische Leichtathletin

## Feier- und Gedenktage
- Kirchliche Gedenktage
  - Hl. Erste Märtyrer von Rom, römische Märtyrer (evangelisch, katholisch)
  - Hl. Otto von Bamberg, deutscher Kaplan, Klostergründer und Bischof (evangelisch, katholisch)
  - Hl. Erentrudis von Salzburg, fränkische Äbtissin, Jungfrau und Schutzpatronin (katholisch)
- Namenstage
  - Otto
- Staatliche Feier- und Gedenktage
  - Demokratische Republik Kongo: Unabhängigkeit von Belgien (1960)
- Weitere Informationen zum Tag
  - International Asteroid Day

Weitere Einträge enthält die Liste von Gedenk- und Aktionstagen.